# Campinas
Campinas é um município brasileiro no interior de São Paulo, Região Sudeste do Brasil. É um dos dezoito municípios que integram a Região Imediata de Campinas, que por sua vez é uma das onze regiões imediatas que integram a Região Intermediária de Campinas. Distante 99 km a noroeste de São Paulo, capital estadual, ocupa uma área de 794,571 km². Em 2022, sua população foi estimada pelo Instituto Brasileiro de Geografia e Estatística em 1 139 047 habitantes, sendo, em 2021 o terceiro município mais populoso de São Paulo (ficando atrás de Guarulhos e da capital) e o décimo quarto de todo o país. Aparece em quinto lugar entre 100 municípios analisados pelo Índice das Melhores e Maiores Cidades Brasileiras, o BCI100, elaborado pela Delta Economics & Finance com base nos dados do Censo 2010 do IBGE e do Ideb.
Campinas foi fundada em 14 de julho de 1774. Entre o final do século XVIII e o começo do século XX, a cidade teve o café e a cana-de-açúcar como importantes atividades econômicas. Porém, desde a década de 1930, a indústria e o comércio são as principais fontes de renda, sendo considerada um polo industrial regional. Atualmente, é formada por seis distritos, além da sede, sendo, ainda, subdividida em 14 administrações regionais, cinco regiões e vários bairros.
Com o décimo segundo maior PIB entre os municípios do país, é a primeira cidade brasileira a se tornar metrópole sem ser uma capital, exercendo significativa influência nacional. Em 2011, foi responsável por pelo menos 15% de toda a produção científica nacional, sendo o terceiro maior polo de pesquisa e desenvolvimento brasileiro. Tem também diversos atrativos turísticos, com valor histórico, cultural ou científico, como museus, parques e teatros. A Orquestra Sinfônica Municipal de Campinas, fundada em 1974, é considerada uma das principais do país.
A Região Metropolitana de Campinas, formada por vinte municípios paulistas, possuía em 2014 uma população de mais de três milhões de habitantes, formando a décima maior área metropolitana do Brasil e, junto com a Grande São Paulo, Região Metropolitana de Sorocaba, Vale do Paraíba e a Baixada Santista, integra o chamado Complexo Metropolitano Expandido, a primeira macrometrópole do hemisfério sul, que ultrapassava em 2008 trinta milhões de habitantes, aproximadamente 75% da população total do estado de São Paulo. Dentre seus destaques nacionais, está o maior shopping da América Latina em território contínuo, o Parque Dom Pedro Shopping, e a 2ª melhor universidade do Brasil, segundo a consultoria britânica Times Higher Education (THE).

## Toponímia
A origem do topônimo Campinas (pronuncia-se AFI: [kɐ̃ˈpinɐs]) tem origem na criação do povoamento durante a abertura de caminhos para os atuais estados Goiás e Mato Grosso, feita por bandeirantes paulistas do Planalto de Piratininga. Uma dessas trilhas, aberta entre 1721 e 1730, chamava-se Caminho dos Goiases, onde depois se instalou um local para descanso entre as vilas de Jundiaí e Moji-Mirim. Posteriormente, esse local ficou conhecido como "Campinhos de Mato Grosso", depois "Bairro de Mato Grosso", e por fim "Campinas do Mato Grosso", por haver na região três pequenos terrenos descampados (campinas sem árvores), o que originou o nome atual do município.

## História

### Povoamento

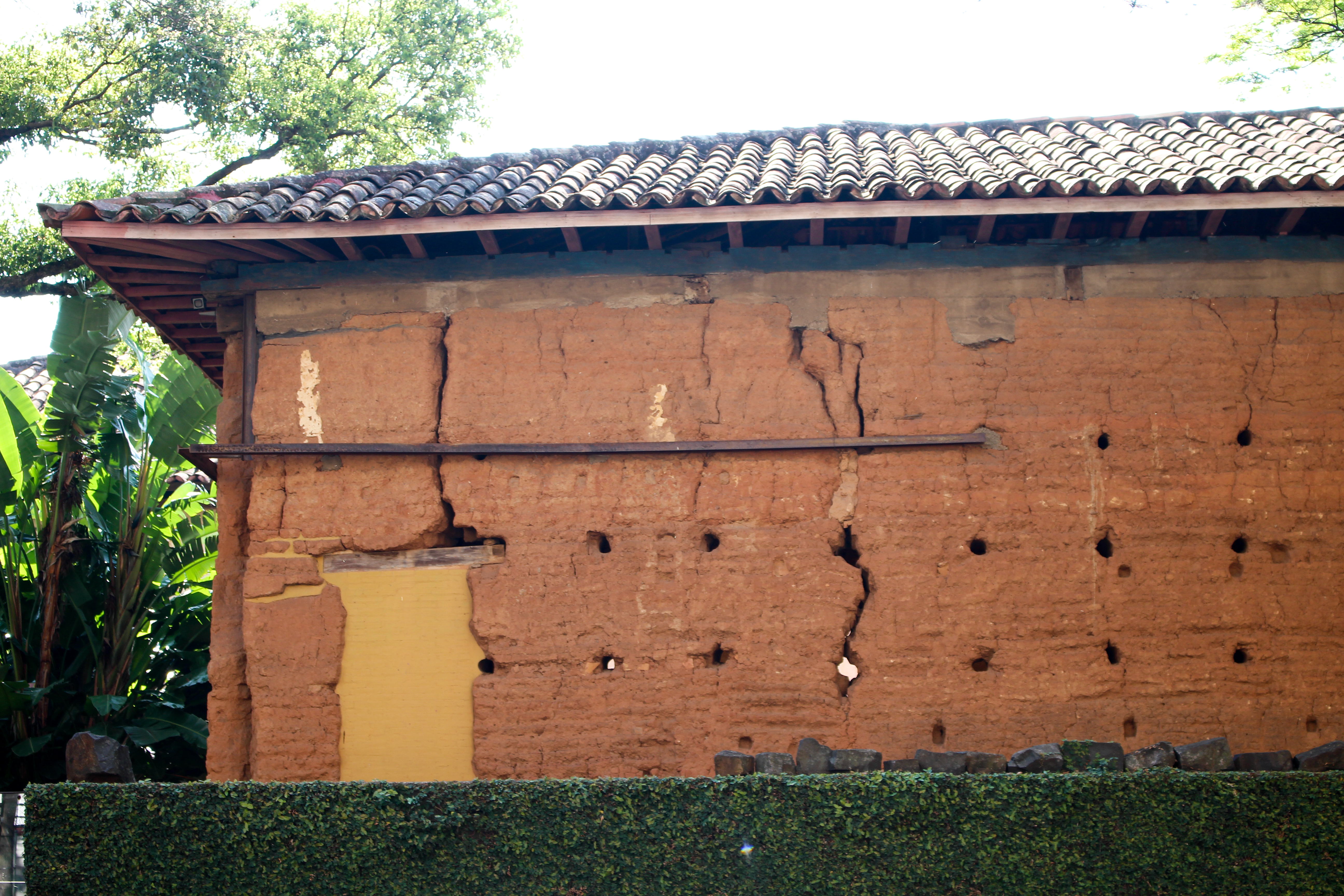
Casa Grande e Tulha, conjunto arquitetônico de valor histórico, construído entre as décadas de 1790 e 1830. Está entre as primeiras edificações de Campinas.

As áreas que hoje constituem o estado de São Paulo já eram habitadas pelo homem desde aproximadamente 12 000 a.C. Até a primeira metade do século XVIII, Campinas não passava de uma área ampla constituída por largas faixas de campos naturais, as quais eram designadas simplesmente por campinas, com áreas de mata atlântica fechadas ao redor, em especial nas regiões montanhosas. Naquela época, surgiu um bairro rural na Vila de Jundiaí (hoje Jundiaí) chamado "Mato Grosso", próximo a uma trilha feita por Bandeirantes do "Planalto de Piratininga" (a região da atual cidade de São Paulo) entre 1721 e 1730. Era a "Trilha dos Goiases", desbravadas por Bandeirantes e que seguia em direção às então recém-descobertas "Minas dos Goiases", no atual Estado de Goiás. Assim o Bandeirante Fernão de Camargo promoveu a noroeste da Vila de São Paulo a instalação de um ponto de parada de tropeiros (chamado "Campinas do Mato Grosso" por ter sido erguido num desses campos naturais cercados por mata cerrada) era usualmente feita pelos Bandeirantes, que com isso permitiam ou facilitavam futuro reabastecimento de suas empreitadas desbravadoras, e por isso ao longo do tempo impulsionou comércio e atraiu moradores para o local.
Por volta do ano de 1772, os moradores daquela região reivindicavam a construção de uma capela, já que a igreja mais próxima do povoado situava-se em Jundiaí. A permissão foi concedida um ano mais tarde, demarcando-se, no dia 22 de setembro daquele ano, o local que seria destinado à construção da Igreja Matriz de Nossa Senhora da Conceição, cujo nome foi recebido em homenagem à padroeira, escolhida por votação.

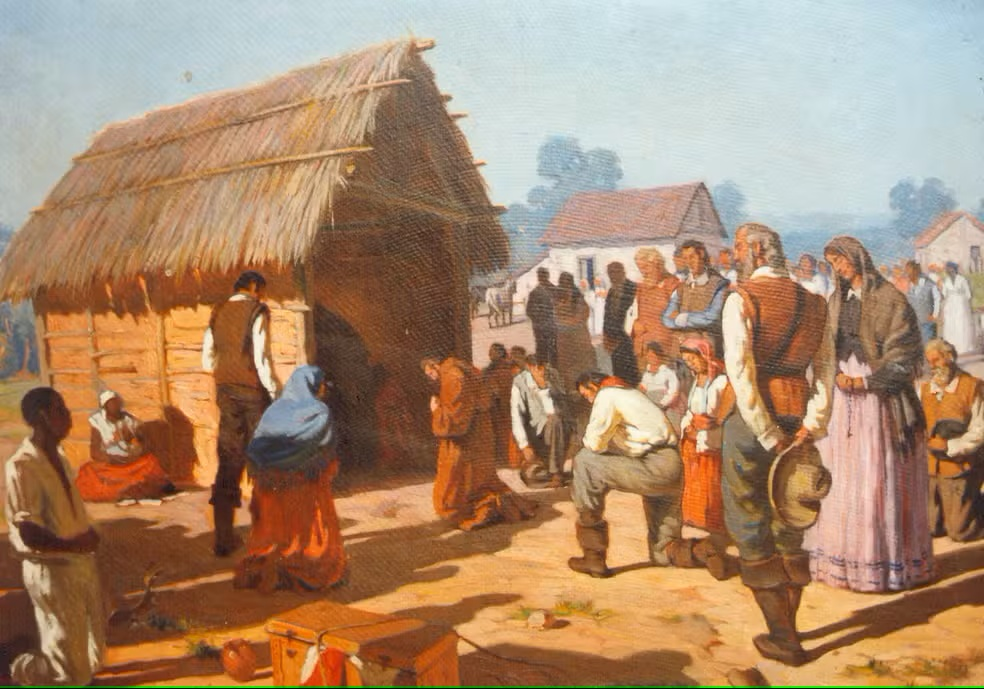
Pintura do artista brasileiro Salvador Caruso (1905-1951), retratando a primeira missa de Campinas.

A dificuldade das obras daquele tempo fez com que fosse construída uma capela provisória, em 1774. No dia 27 de maio do mesmo ano, foi assinado um ato que dava a Francisco Barreto Leme do Prado o título de "fundador, administrador e diretor" do núcleo urbano a ser fundado. Em outro ato feito no mesmo dia, foi definida a medida das ruas e quadras, assim como a posição das casas, sendo esse o primeiro "plano urbanístico" recebido por Campinas. 
Poucas semanas depois, em 14 de julho de 1774, Frei Antônio de Pádua Teixeira, primeiro vigário da paróquia, rezou a missa que inaugurava a capela provisória coberta de palha e feita às pressas. A partir daí, fundou-se a "Freguesia de Nossa Senhora da Conceição das Campinas do Mato Grosso", oficializando a povoação.
Em 14 de dezembro de 1797 Campinas foi emancipada de Jundiaí, através de sua elevação à condição de vila, com o nome de Vila de São Carlos. Mas foi somente em 1842, que Campinas se elevou a condição de Município.

### Formação administrativa e crescimento econômico

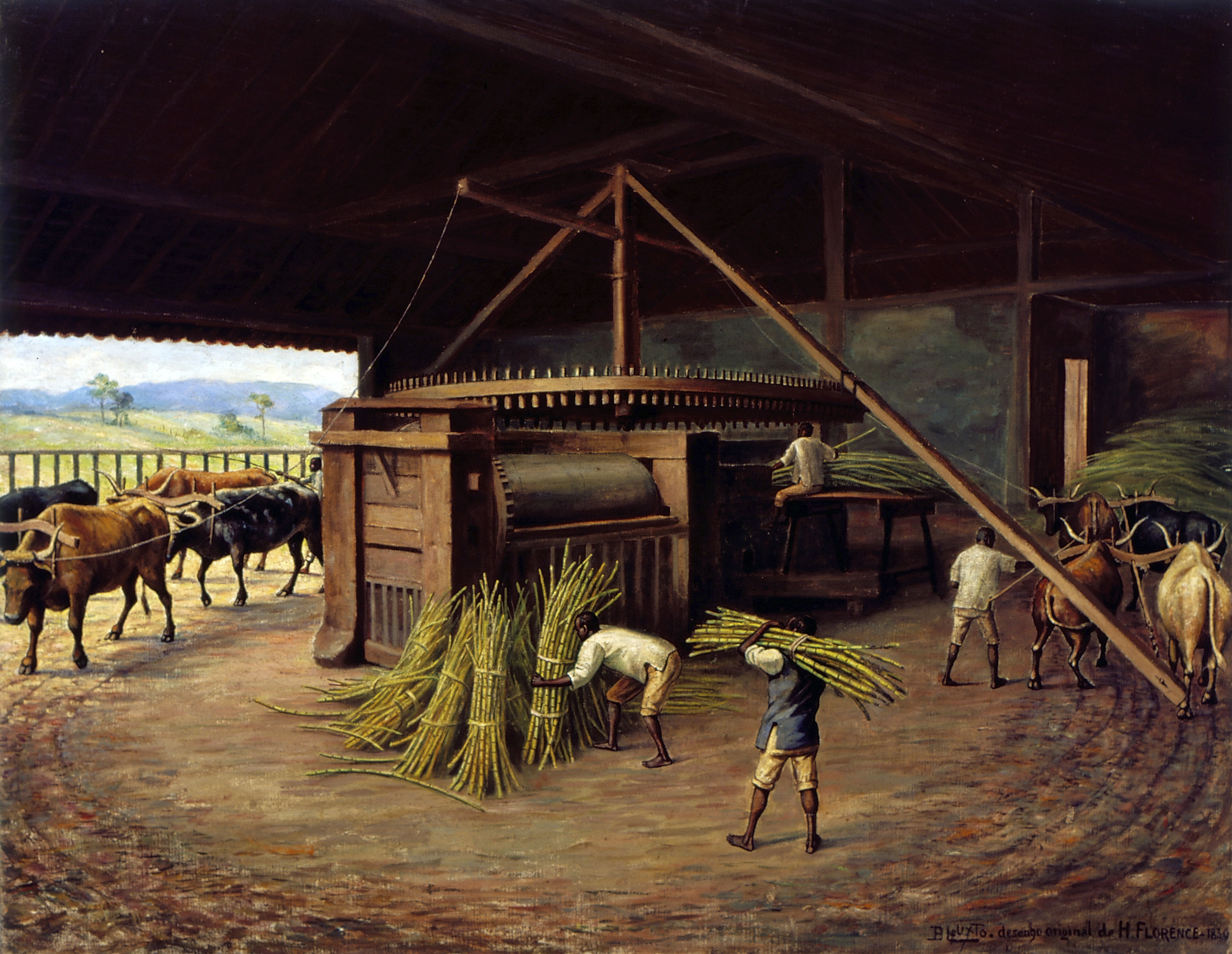
Moagem de cana-de-açúcar na Fazenda Cachoeira, em Campinas. Benedito Calixto (1853–1927).

Por volta do século XVIII, houve a chegada de vários fazendeiros oriundos de diversas cidades paulistas, como Itu, Porto Feliz e Taubaté. Esses fazendeiros procuravam terras para cultivarem lavouras de cana-de-açúcar e engenhos de açúcar, utilizando-se da mão de obra escrava que possuíam. De fato, também foi por motivação destes fazendeiros e do Governo da então Capitania de São Paulo que o bairro rural do Mato Grosso foi transformado em freguesia, depois em Vila de São Carlos (1797) e, posteriormente, em Cidade de Campinas (1842).
Até o final do século XVIII, a cana-de-açúcar era principal atividade de subsistência da região. Entretanto, naquela época, houve uma grande expansão das plantações de café. Os cafezais foram, com o passar do tempo, sendo cultivados no lugar da cana-de-açúcar, colaborando para um novo e rápido ciclo de desenvolvimento da região campineira, o que fez com que a cidade recebesse uma grande demanda de trabalhadores, inclusive escravos, oriundos de diferentes regiões do país, que eram empregados nas plantações e em atividades produtivas rurais e urbanas.
A partir desse crescimento, também ocorreu um processo de modernização dos meios de transporte e de produção em Campinas. Após a emancipação política de Campinas, ocorreram várias divisões distritais no território do município. A primeira mudança ocorrida foi a criação do distrito de Valinhos (atualmente município de Valinhos), pela lei provincial nº 383, de 28 de maio de 1896.

#### Epidemia de febre amarela
A riqueza trazida pela cana-de-açúcar e pelo café levou Campinas ao posto de "capital agrícola" da província, a ponto de a municipalidade rivalizar em importância com São Paulo, de modo que até 1874 sua população era superior à da capital.
Contudo, uma grande epidemia de febre amarela ocorrida no final do século XIX  contaminou milhares de pessoas na cidade.  Estima-se que a doença transmitida pelo mosquito Aedes aegypt causou a morte de mais da metade da população do município. O medo da contaminação afugentou os mais ricos que se mudaram para outras localidades, sobretudo para São Paulo. Ao final da epidemia, Campinas havia perdido 75% de sua população.
Esse contexto levou a uma abrupta redução na taxa de crescimento demográfico do município, de modo que no ano de 1900 a população da cidade de São Paulo já era 350% maior que a população campineira.

### Século XX
A última alteração havia sido feita pela lei estadual nº 8 092, de 28 de fevereiro de 1964, emancipando de Campinas o município de Paulínia. Esta foi sucedida pela Lei Ordinária Estadual nº 8 550 de dezembro de 1993, que moveu o distrito de Betel a Paulínia. Atualmente o município é constituído por sete distritos (em ordem de criação): Campinas (distrito-sede), Sousas, Barão Geraldo, Joaquim Egídio, Nova Aparecida, Campo Grande e Ouro Verde. O distrito de Sousas foi criado pela Lei estadual nº 416 de 24 de julho de 1896; Barão Geraldo foi criado pela Lei estadual nº 2 456 de 30 de dezembro de 1953; Joaquim Egídio foi criado pela Lei estadual nº 5 285 de 18 de fevereiro de 1959; Nova Aparecida foi criado pela Lei estadual nº 8 092 de 28 de fevereiro de 1964. Campo Grande e Ouro Verde foram criados pelas Leis municipais 15 058 e 15 059, respectivamente, de 10 de setembro de 2015. Adicionalmente, o distrito-sede esteve no passado dividido em três subdistritos: Conceição, Santa Cruz e Vila Industrial, respectivamente 1º, 2º e 3º subdistritos.
A primeira metade da década de 1920 caracterizou-se pelo auge da produção cafeeira em grande parte do território paulista. Porém, no final dessa década, houve uma crise da economia cafeeira, atingindo grande parte do estado de São Paulo. A decadência da produção ocorreu pelo desgaste das terras da região, pelas geadas que acabavam com as lavouras, pela diminuição da exportação motivada pela alteração da qualidade do café, pela concorrência de outros países e pela crise econômica de 1929. Com a crise do café, a volta da cana-de-açúcar e a troca pela indústria e prestação de serviços, o que fez com que a fisionomia da cidade deixasse de ser ruralista e passasse a ser mais urbanística. Para seu novo projeto de planejamento, recebido do chamado "Plano Prestes Maia", no ano de 1938, foi feito um grande conjunto de ações voltado a reordenar seu crescimento urbanístico. Devido a estas melhorias ocorridas, houve um novo período de vinda de migrantes e imigrantes, que foram atraídos pelo projeto da construção de um novo parque produtivo, que seria composto de fábricas, agroindústrias e diversos estabelecimentos comerciais.
Entre as décadas de 1930 e 1940, Campinas passou a ser marcada pelo desenvolvimento demográfico das redondezas das fábricas então instaladas, dos estabelecimentos e das grandes rodovias em implantação — como a Rodovia Anhanguera (1948), a Rodovia dos Bandeirantes (1978), a Rodovia Santos Dumont (década de 1980), a Rodovia Dom Pedro I, Rodovia Governador Ademar de Barros, a Rodovia Jornalista Francisco Aguirre Proença e a Rodovia Professor Zeferino Vaz (ou Tapetão), que é o principal acesso à REPLAN (Refinaria do Planalto Paulista) -, fato que fez com que Campinas se consolidasse como importante entroncamento rodoviário. Os novos bairros que foram criados nessas áreas não contavam, originalmente, com uma boa infraestrutura e planejamento, entretanto conseguiram, com o passar do tempo, uma melhor condição de urbanização entre as décadas de 1950 a 1990.

### Período contemporâneo

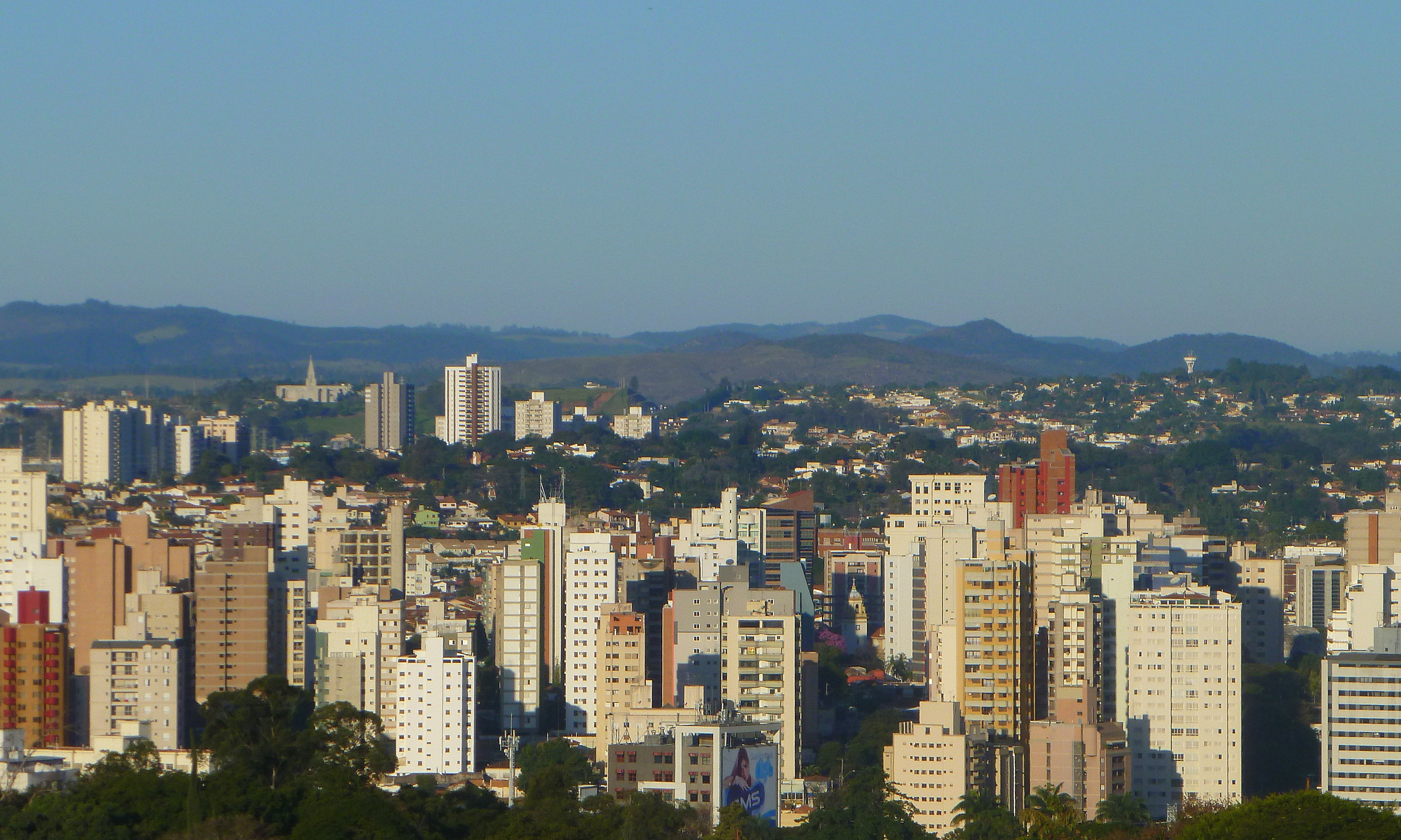
Vista do centro da cidade de Campinas em 2017.

A partir de 1998, a cidade vem assistindo a uma mudança acentuada na sua base econômica: perde importância o setor industrial (com a migração de fábricas para cidades vizinhas ou outras regiões do país), e ganha destaque o setor de serviços (comércio, pesquisa, serviços de alta tecnologia e empresas na área de logística).
Desde a década de 2000, graças a investimentos públicos e privados, a cidade vem alcançando seu equilíbrio econômico e social, tornando-se um município cada vez mais competitivo perante a Região Metropolitana de Campinas. Leis de incentivos para empresas que se instalarem na cidade foram criadas e a obra de ampliação da Rodovia dos Bandeirantes, cujo trajeto passa pelo município, trouxe novas possibilidades de desenvolvimento.
Campinas é hoje a principal força econômica da Região Metropolitana de Campinas, apresentando uma boa qualidade de vida, como é possível comprovar através de seu Índice de Desenvolvimento Humano (IDH), além disso os índices de desemprego e violência, apesar de não estarem nos mesmos índices de outrora, ainda continuam baixos se comparado a cidades vizinhas. Também se destacam um moderno parque industrial e tecnológico — fruto de um plano de instalação de "tecnopolos", e renomadas instituições de ensino superior, como a Universidade Estadual de Campinas e a Pontifícia Universidade Católica de Campinas. Também é em Campinas que se localiza o Laboratório Nacional de Luz Síncrotron e o Centro de Pesquisa e Desenvolvimento em Telecomunicações (CPqD).

## Geografia

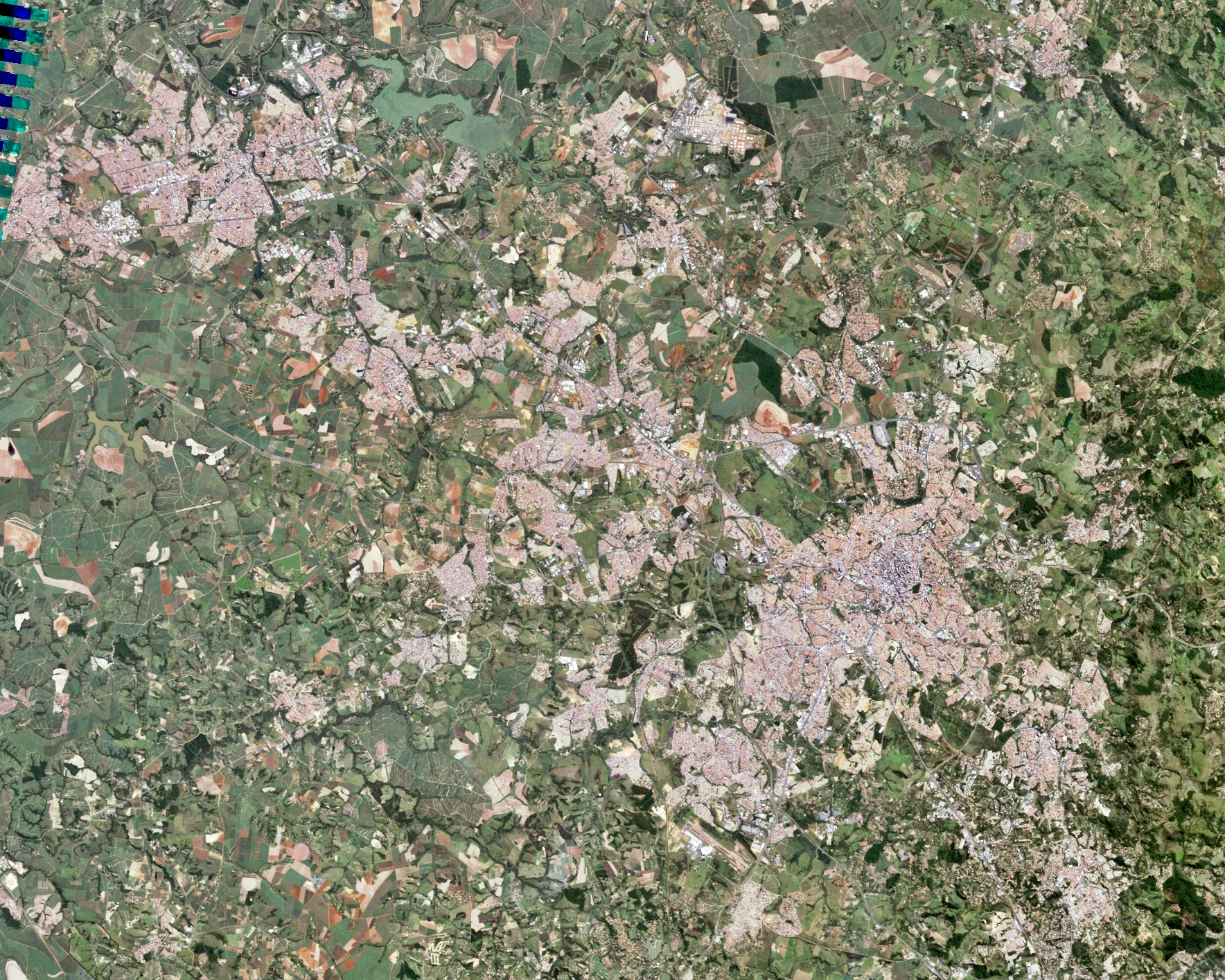
Imagem de satélite da Região Metropolitana de Campinas.

A área do município, segundo o Instituto Brasileiro de Geografia e Estatística, é de 794,571 km². Situa-se a 22º54′21” de latitude sul e 47º03′39” de longitude oeste e está a uma distância de 96 km a noroeste da capital paulista. Seus municípios limítrofes são Paulínia, Jaguariúna e Pedreira, a norte; Morungaba, Itatiba e Valinhos, a leste; Itupeva, Indaiatuba e Monte Mor, a sul; e Hortolândia e Sumaré, a oeste.
O ponto mais alto de Campinas está próximo ao Observatório Municipal Jean Nicolini, localizado na Serra das Cabras, no distrito de Joaquim Egídio, na Região Leste, a uma altitude de 1 033 m. Dentro do perímetro urbano, entretanto, a região mais alta está no Jardim São Gabriel, na Região Sul, a 780 m de altitude. As menores altitudes se verificam em lados opostos da cidade: 573 m próximo ao Rio das Pedras no distrito de Barão Geraldo, Região Norte e 568 m na região do Ouro Verde (Região Sudoeste), próximo ao Rio Capivari. Geomorfologicamente, a cidade de Campinas localiza-se em uma área de transição entre a Depressão Periférica Paulista, que é mais notada a oeste do município, e o Planalto Ocidental, mais perceptível a leste.

### Hidrografia

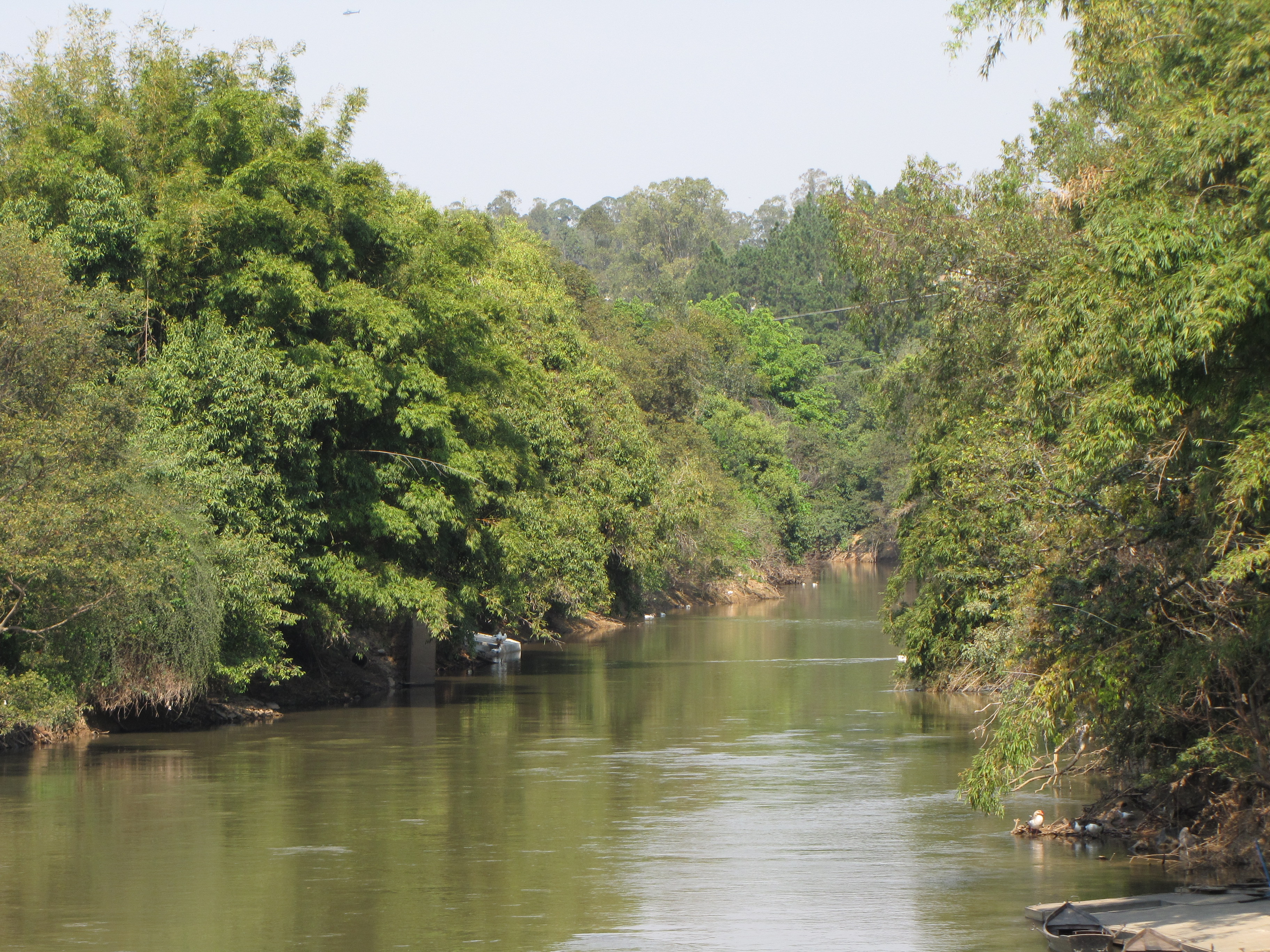
Rio Atibaia em Campinas.

Campinas está localizado junto a duas bacias hidrográficas: a do rio Piracicaba, que abrange o rio Atibaia e os ribeirões Anhumas e Quilombo, ocupa as Regiões Norte, Central e Leste da cidade, estendendo-se por uma área de 12 531 km², abrangendo o sudeste do estado de São Paulo e extremo sul de Minas Gerais e a do Capivari, que abrange o ribeirão Piçarrão, ocupando as regiões Noroeste, Sudoeste e Sul da cidade, estendendo-se por uma área de 1 611 km², abrangendo cidades das regiões de Jundiaí, Campinas e Capivari. Dentre os rios que cortam o município de Campinas, os principais são o Capivari, o Jaguari, o Capivari-Mirim e o Atibaia, sendo que este último citado é de especial relevância para o abastecimento de água do município, já que grande parte da captação é feita em sua bacia.
Em 2001 estimava-se que 90% do esgoto doméstico urbano era lançado nele sem tratamento e que 20% do esgoto industrial gerado na região também seja lançado no Atibaia ainda não tratado. A cada dez casas de Campinas, em nove seus moradores usavam a água que era retirada do Atibaia. Apesar de possuir com um nível satisfatório de rios e córregos, a cidade enfrenta diversos problemas em relação à sua disponibilidade hídrica, tanto pela sua contaminação quanto pela sua escassez em determinadas épocas do ano. Campinas recebe, anualmente, cerca de 1,1 bilhão de metros cúbicos de chuvas, que escoam para os rios e córregos e que infiltram no solo, reabastecendo o lençol freático.

### Clima

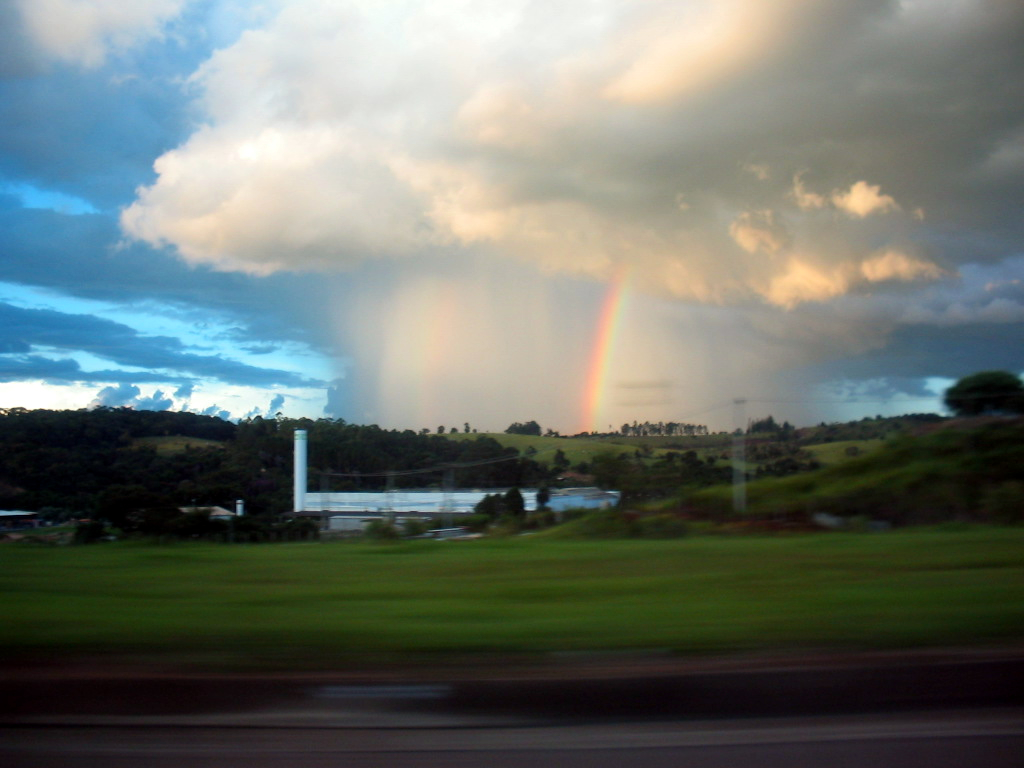
Arco-íris em Campinas durante uma chuva isolada.

Com a atualização climática do período entre 1991-2020, Campinas deixou de ter clima tropical de altitude (ou subtropical úmido — Cwa, de acordo com a classificação climática de Köppen-Geiger) e tornou-se tropical com estação seca (Aw, segundo a tabela citada, devido ao fato de a temperatura média do mês mais frio ter se tornado superior a 18 °C). Entretanto, por conta de sua localização geográfica, Campinas também recebe influência de sistemas meteorológicos do clima subtropical. A temperatura média anual é de 22 °C; o verão é quente com precipitação e o inverno é agradável com pouca precipitação. Ao longo do ano, normalmente, a temperatura mínima nos meses mais frios é de 13 °C e a temperatura máxima nos meses mais quentes é de 30 °C e raramente são inferiores a 8 °C ou superiores a 34 °C.
As precipitações se concentram entre os meses de outubro e março e ocorrem sob a forma de chuva, com eventuais quedas de granizo, podendo serem de forte intensidade e ainda acompanhadas de raios e trovoadas. Conforme o Grupo de Eletricidade Atmosférica do Instituto Nacional de Pesquisas Espaciais (ELAT/INPE), Campinas apresenta uma densidade de 10,32 raios/km²/ano (média do período 2016–2019), ocupando a 31ª posição no estado de São Paulo e a 623ª colocação a nível nacional.
Por outro lado, no inverno, quando os eventos de chuva são menos frequentes, a umidade relativa do ar (URA) despenca, principalmente à tarde, caindo muitas vezes para valores abaixo dos 30%, o que contribui para o aumento de focos de queimadas no município, bem como para o desmatamento e o lançamento de poluentes na atmosfera, prejudicando ainda a qualidade do ar. É também no inverno que se registram as temperaturas mais baixas do ano, havendo alguns dias de frio intenso, com mínimas abaixo de 10 °C e sensação térmica ainda menor, causadas pela atuação de extensas e fortes massas de ar polares, possibilitando inclusive a ocorrência de geadas, embora pouco comuns. Entre 1890 e 2004 houve 41 registros de geadas, sendo que um dos mais recentes foi no dia 18 de julho de 2000.
Em relação à chuva, conforme os registros do Instituto Agronômico de Campinas (IAC), o ano com menor precipitação foi 1944, com 836,5 milímetros (mm). Outros anos com precipitações abaixo de 1 000 mm foram 1924, 1978, 1921 e 1968, enquanto o ano com maior precipitação foi 1983, com 2 112 mm, em função de uma intensa atividade do fenômeno meteorológico El Niño. Ocasionalmente também ocorrem episódios de forte ventania, com rajadas superiores a 100 km/h, e houve registros de formação de tornados no município dias 4 de maio de 2001 e 9 de março de 2008.
Segundo dados do Centro Integrado de Informações Agrometeorológicas (CIIAGRO-SP), desde agosto de 1992 a temperatura mínima absoluta registrada em Campinas foi de 0,3 °C em 26 de junho de 1994 e a maior alcançou 40,1 °C em 8 de outubro de 2020. O maior acumulado de chuva em 24 horas chegou a 144,7 mm em 2 de outubro de 2001. Outros acumulados iguais ou superiores a 100 mm foram: 140,4 mm em 18 de fevereiro de 2003, 139,5 mm em 25 de maio de 2005, 138,5 mm em 19 de janeiro de 2005, 123,6 mm em 1 de dezembro de 2003, 107,9 mm em 15 de março de 2005, 107,6 mm em 25 de dezembro de 1997 e 100 mm em 28 de fevereiro de 1993.
| Dados climatológicos para Campinas | Dados climatológicos para Campinas | Dados climatológicos para Campinas | Dados climatológicos para Campinas | Dados climatológicos para Campinas | Dados climatológicos para Campinas | Dados climatológicos para Campinas | Dados climatológicos para Campinas | Dados climatológicos para Campinas | Dados climatológicos para Campinas | Dados climatológicos para Campinas | Dados climatológicos para Campinas | Dados climatológicos para Campinas | Dados climatológicos para Campinas |
| Mês | Jan                                | Fev                                | Mar                                | Abr                                | Mai                                | Jun                                | Jul                                | Ago                                | Set                                | Out                                | Nov                                | Dez                                | Ano                                |
| --- | ---------------------------------- | ---------------------------------- | ---------------------------------- | ---------------------------------- | ---------------------------------- | ---------------------------------- | ---------------------------------- | ---------------------------------- | ---------------------------------- | ---------------------------------- | ---------------------------------- | ---------------------------------- | ---------------------------------- |
| Temperatura máxima recorde (°C) | 36,4                               | 36,6                               | 35,8                               | 34,2                               | 31,8                               | 30,6                               | 32,2                               | 34,7                               | 37,4                               | 40,1                               | 36,3                               | 36,1                               | 40,1                               |
| Temperatura máxima média (°C) | 29,5                               | 29,9                               | 29,5                               | 28,3                               | 25,3                               | 24,7                               | 25,1                               | 26,9                               | 28,2                               | 29,2                               | 29,1                               | 29,6                               | 27,9                               |
| Temperatura média (°C) | 24,6                               | 24,8                               | 24,3                               | 22,8                               | 19,7                               | 18,8                               | 18,8                               | 20,3                               | 22                                 | 23,4                               | 23,6                               | 24,4                               | 22,3                               |
| Temperatura mínima média (°C) | 19,6                               | 19,6                               | 19,1                               | 17,3                               | 14,2                               | 12,9                               | 12,5                               | 13,6                               | 15,8                               | 17,6                               | 18,2                               | 19,2                               | 16,6                               |
| Temperatura mínima recorde (°C) | 12,8                               | 15,4                               | 13,6                               | 6,4                                | 5,8                                | 0,3                                | 1,6                                | 3,2                                | 5,4                                | 9,8                                | 10,6                               | 13,3                               | 0,3                                |
| Precipitação (mm) | 266,6                              | 188,4                              | 157,5                              | 64                                 | 62,3                               | 48,6                               | 33,4                               | 27,3                               | 60,6                               | 107,8                              | 157                                | 202,7                              | 1 376,2                            |
| Fonte: Centro Integrado de Informações Agrometeorológicas (CIIAGRO-SP) (climatologia: 1992-2020; recordes de temperatura: 26/08/1992-presente) |                                    |                                    |                                    |                                    |                                    |                                    |                                    |                                    |                                    |                                    |                                    |                                    |                                    |

### Ecologia e meio ambiente

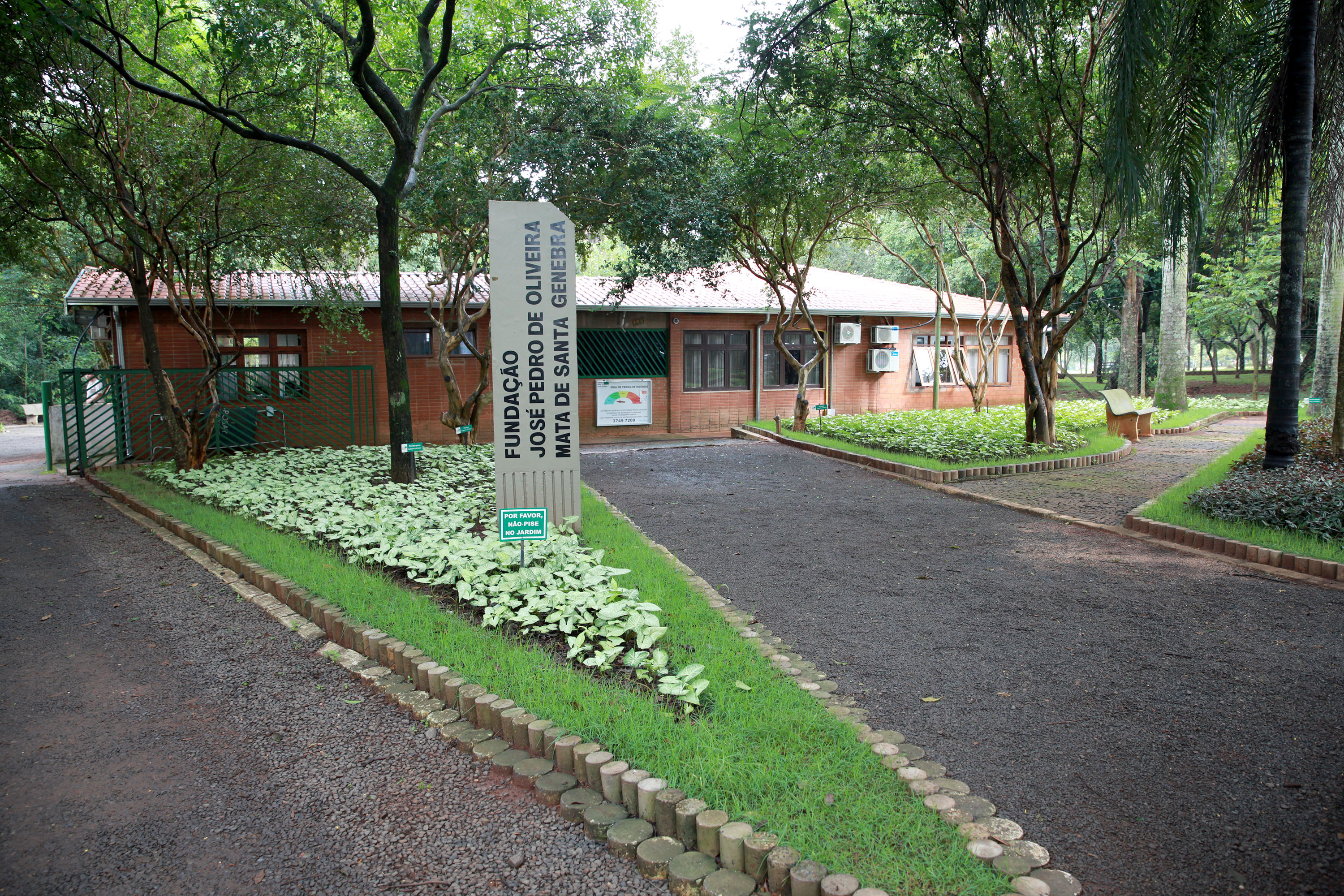
Entrada da Área de Relevante Interesse Ecológico Mata de Santa Genebra.

A maior parte da vegetação original existente na cidade, a Mata Atlântica, foi devastada. Assim como outros treze municípios da Região Metropolitana de Campinas, o município sofre um grave estresse ambiental, sendo que Campinas é considerada como uma das áreas mais sujeitas a enchentes e assoreamentos, contando com menos de 5% de cobertura vegetal.
Para tentar reverter este quadro, vários projetos foram e estão sendo realizados e planejados, como a construção de corredores ecológicos, como a regulamentação do Plano de Gestão da Área de Preservação Ambiental de Campinas. Também há vários projetos ambientais para combater a destruição das matas ciliares localizadas às margens do rio Atibaia, que, como citado anteriormente, conta com um elevado índice de poluição de suas águas. Hoje Campinas abriga a Área de Relevante Interesse Ecológico Mata de Santa Genebra, de 251 hectares, criada em 1985 e regulada pelo Instituto Brasileiro do Meio Ambiente e dos Recursos Naturais Renováveis, Prefeitura de Campinas e Fundação José Pedro de Oliveira. Atualmente, já é a segunda maior floresta urbana do Brasil, ficando atrás apenas da Floresta da Tijuca, no Rio de Janeiro. A cidade também apresenta grandes bosques, como o Bosque dos Jequitibás (instalado em 1881), Bosque dos Alemães e Bosque dos Guarantãs.

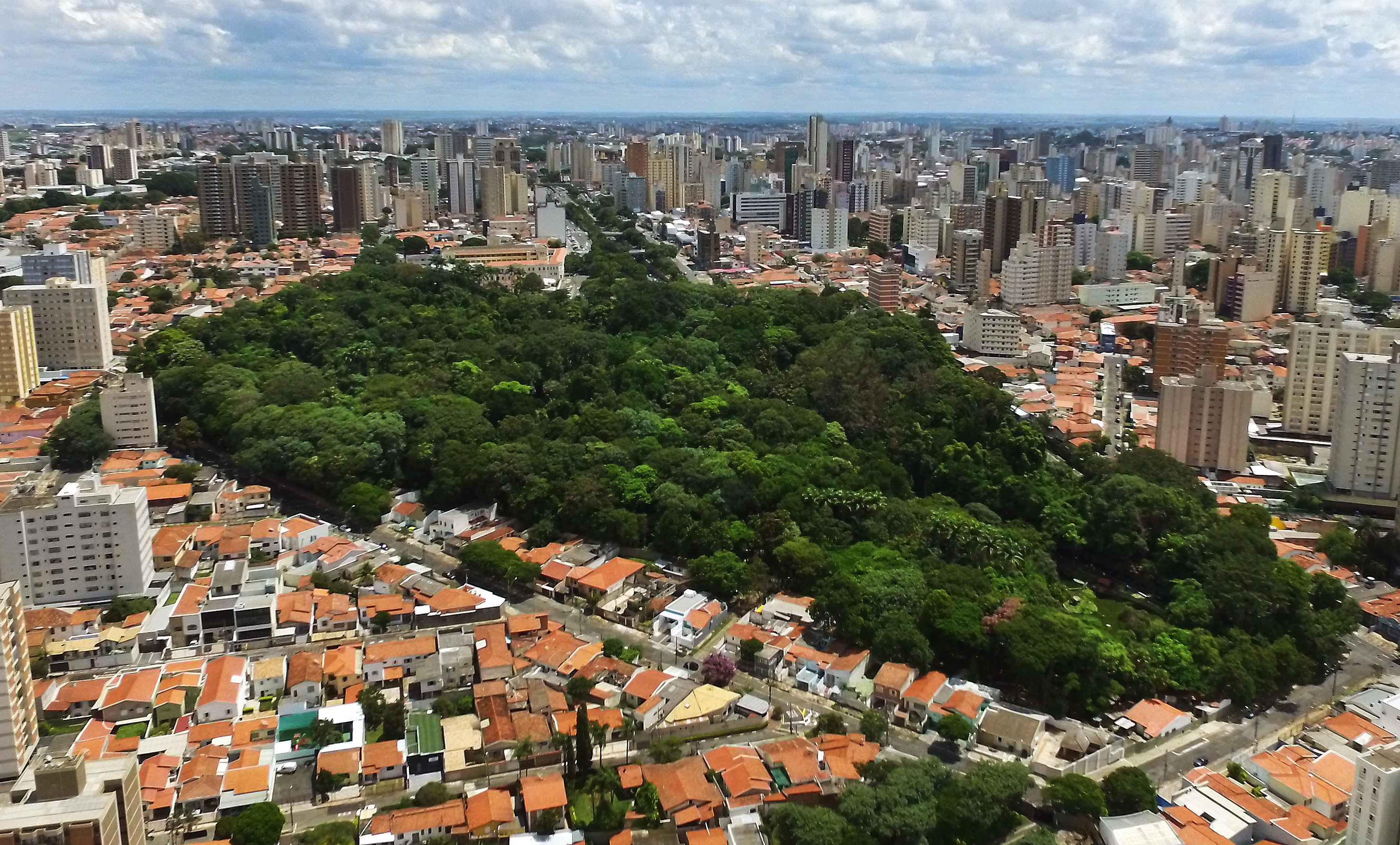
Vista aérea do Bosque dos Jequitibás.

Na flora original campineira, há predomínio de árvores como o jequitibá-rosa (Cariniana legalis), a peroba-rosa (Aspidosperma polyneuron) e o jatobá (Hymenaea courbaril), que chegam aos 25 m de altura. Há um estrato arbóreo de 15 a 18 m de altura, composto por diversas espécies como o jequitibá-branco (Cariniana estrellensis), o cedro-rosa (Cedrela fissilis), o pau-marfim (Balfourodendron riedellianum) e as figueiras (Ficus ennormis, Ficus glabra e Ficus guaranítica). Na fauna destacam-se as aves tiê-do-mato-grosso (Habia rubica), a rendeira (Manacus manacus) e o tangará (Chiroxiphia caudata); os macacos bugio (Alouatta fusca) e macacos-prego (Cebus apella); os mamíferos gambá-de-orelha-branca (Didelphis albiventris), o gambá-de-orelha-preta (Didelphis marsupialis), a cuíca-de-cauda-grossa (Lutreolina crassicaudata) e a catita (Gracilinanus microtarsus); tatu-galinha (Dasypus novencintus), o tapiti (Sylvilagus brasiliensis), o caxinguelê (Sciurus ingrami), o ouriço-cacheiro (Coendou villosus), o ratão-do-banhado (Myocastor coypus), a capivara (Hydrochaeris hydrochaeris), o preá (Cavea aperea) e o teiú (Tupinambis merianae). Também há o cachorro-do-mato (Cerdocyon thous), o gato-mourisco (Felis yagouaroundi), o mão-pelada (Procyon cancrivorous), o furão (Galictis cuja), a jararaca (Bothrops jararaca) e a dormideira (Dipsas indica).

## Demografia
No censo demográfico de 2022 feito pelo Instituto Brasileiro de Geografia e Estatística (IBGE), a população do município era de 1 139 047 habitantes, apresentando uma densidade populacional de 1 433,54 hab./km², sendo o terceiro mais populoso do estado (atrás apenas de Guarulhos e da capital paulista). Campinas também é o município mais populoso tanto do interior paulista quanto do interior do Brasil. Segundo o censo demográfico de 2022, 543 013 habitantes eram homens e 596 034 habitantes mulheres. Ainda segundo o mesmo censo, 1 132 934 habitantes viviam na zona urbana e 6 113 na zona rural.

### Composição étnica
Em 2022, segundo dados do Censo do Instituto Brasileiro de Geografia e Estatística daquele ano, a população campineira era composta por 677 979 brancos (59,52%); 104 770 pretos (9,20%); 342 975 pardos (30,11%); 11 923 amarelos (1,05%); 1 313 indígenas (0,12%); além dos 87 sem declaração. A cidade recebeu imigrantes principalmente durante o século XX, que foram atraídos pelo grande crescimento das indústrias de Campinas, que exigiu mais trabalhadores, e também pelo desenvolvimento do cultivo da cana-de-açúcar. Hoje, grande parte deles está concentrada na região conhecida como Pedra Branca, onde há predomínio de descendentes de italianos, portugueses e japoneses.

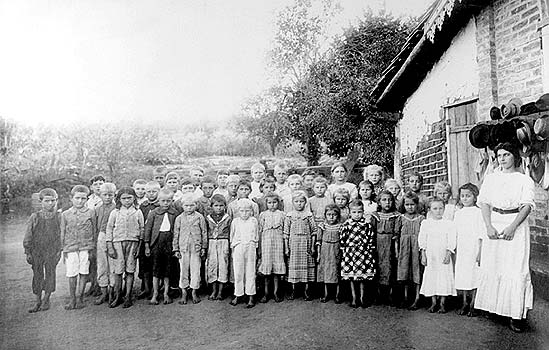
Escola de italianos no município no início do século XX.

Os italianos se estabeleceram em núcleos coloniais de vários municípios da Região Metropolitana de Campinas e, no município, fundaram o Circolo Italiani Uniti de Campinas. A imigração de alemães, apesar de menor, também foi expressiva. Em 1873 cerca de metade dos habitantes da cidade tinha origem alemã. O bairro de Friburgo, na zona rural do município, foi criado por famílias alemãs e suíças que se instalaram por lá entre as décadas de 1860 e 1870.
A principal marca dos imigrantes portugueses deixada na cidade foi a criação da Beneficência Portuguesa de Campinas, hospital fundado em 20 de julho de 1873 que foi, em 1907, reservado pelo Reino de Portugal apenas para atender aos imigrantes portugueses locais. Quanto aos espanhóis, destaca-se a Semana Espanhola de Campinas, realizada anualmente desde 1996 pela Casa de Espanha de Campinas, que é um evento voltado para promover as tradições deixadas pelos espanhóis.
Os japoneses fundaram o Instituto Cultural Nipo-Brasileiro de Campinas (Nipo Campinas) em 16 de maio de 1954, então com sede na Cooperativa Agrícola de Campinas. O Festival do Japão do Nipo Campinas é um evento realizado em homenagem à cultura japonesa e que conta com a presença de inúmeras autoridades e convidados artísticos. Mensalmente, desde 1994, sempre em um domingo, é realizada a Feira Oriental, onde são comercializados produtos da cultura do Japão.

### Região metropolitana

Mapa da Região Metropolitana de Campinas.

O intenso processo de conurbação atualmente em curso na região vem criando uma metrópole cujo centro está em Campinas e atinge vários municípios, como Sumaré, Americana, Indaiatuba, Hortolândia, Santa Bárbara d'Oeste, Valinhos, Itatiba e Paulínia. A Região Metropolitana de Campinas (RMC) foi criada pela lei complementar estadual 870, de 19 de junho de 2000, e atualmente é constituída por vinte municípios, sendo a décima maior aglomeração urbana do Brasil, com 3 043 217 habitantes, ou 1,5% da população brasileira. É uma das mais dinâmicas no cenário econômico brasileiro e representa 2,7%o do produto interno bruto nacional e 7,83% do produto interno bruto paulista, ou seja, cerca de 77,7 bilhões de reais por ano. Além de possuir uma forte economia, a região também apresenta uma infraestrutura que proporciona o desenvolvimento de toda a área metropolitana.
Campinas faz parte do chamado Complexo Metropolitano Expandido, que ultrapassa os trinta milhões de habitantes, aproximadamente 75% da população do estado paulista inteiro. As regiões metropolitanas de Campinas e de São Paulo já formam a primeira megalópole (ou macrometrópole) do hemisfério sul, unindo 65 municípios que juntos abrigam mais de 12% da população brasileira.

### Pobreza e desigualdade

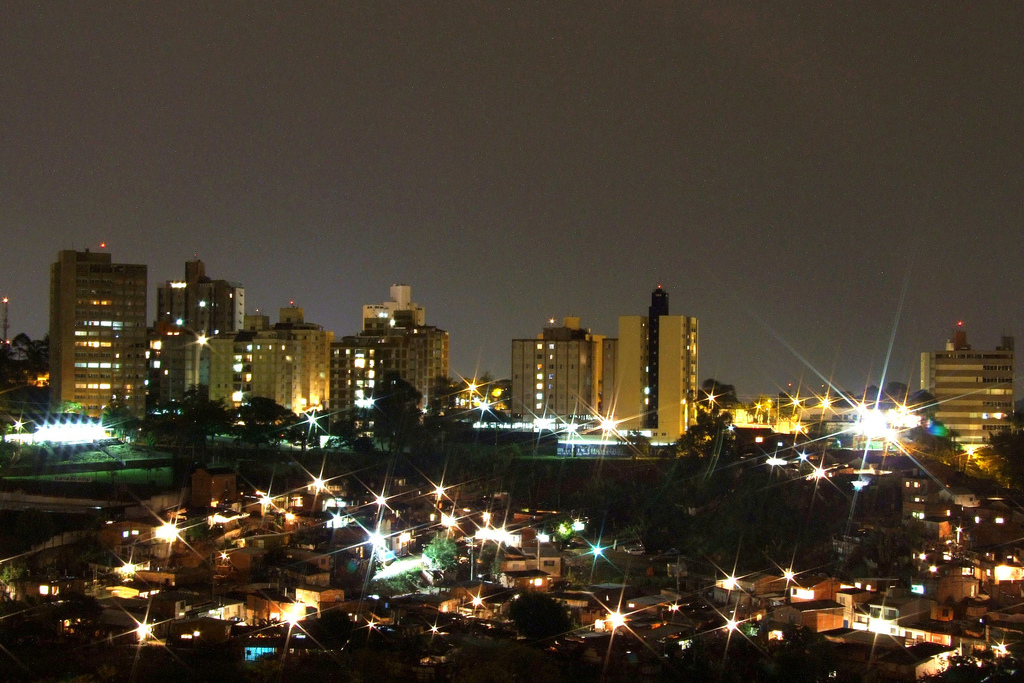
Condomínios de alto padrão no bairro Jardim Flamboyant (ao fundo) em contraste com barracos na Favela do Flamboyant.

Segundo o IBGE, no ano de 2010 o coeficiente de Gini, que mede a desigualdade social era de 0,56 em Campinas, sendo que 1,00 é a desigualdade absoluta e 0,0 é a desigualdade inexistente, estando o município pouco acima da média nacional naquele mesmo período, que era de 0,5304. Naquele ano, a incidência da pobreza, medida pelo IBGE, era de 9,83%, o limite inferior da incidência de pobreza era de 6,6%, o superior era de 13,06% e a incidência da pobreza subjetiva era de 7,29%. O Índice de Desenvolvimento Humano Municipal (IDH-M) de Campinas é considerado muito alto pelo Programa das Nações Unidas para o Desenvolvimento (PNUD). Em 2010 seu valor era de 0,805, sendo o décimo quarto maior do estado de São Paulo (em 645 municípios) e o 28° do Brasil (entre 5 565).
O rápido crescimento da população entre as décadas de 1930 e 1940, provocado pelo desenvolvimento das grandes empresas da cidade naquela época, fez com que fossem criados novos bairros ao redor dessas indústrias. Muitos destes inicialmente não tinham uma boa infraestrutura, mas com o passar do tempo foram realizadas obras de urbanização.
Entretanto estatísticas mais atuais ainda mostram que existem áreas subdesenvolvidas no município, sendo que a região Sudoeste era onde estava localizada a maioria dos núcleos de pobreza. De acordo com a Universidade Estadual de Campinas, Campinas possuía 182 favelas e 127 647 habitantes moravam em aglomerações subnormais. 90% da população da Região Metropolitana de Campinas que vivia em condições precárias era de Campinas, ou seja, 13,17% dos habitantes do município. A Prefeitura mantém vários projetos habitacionais, de regularização fundiária e de aquisição de lotes em andamento, realizados através da participação popular e de parcerias com diversas organizações governamentais e não-governamentais.

### Religião

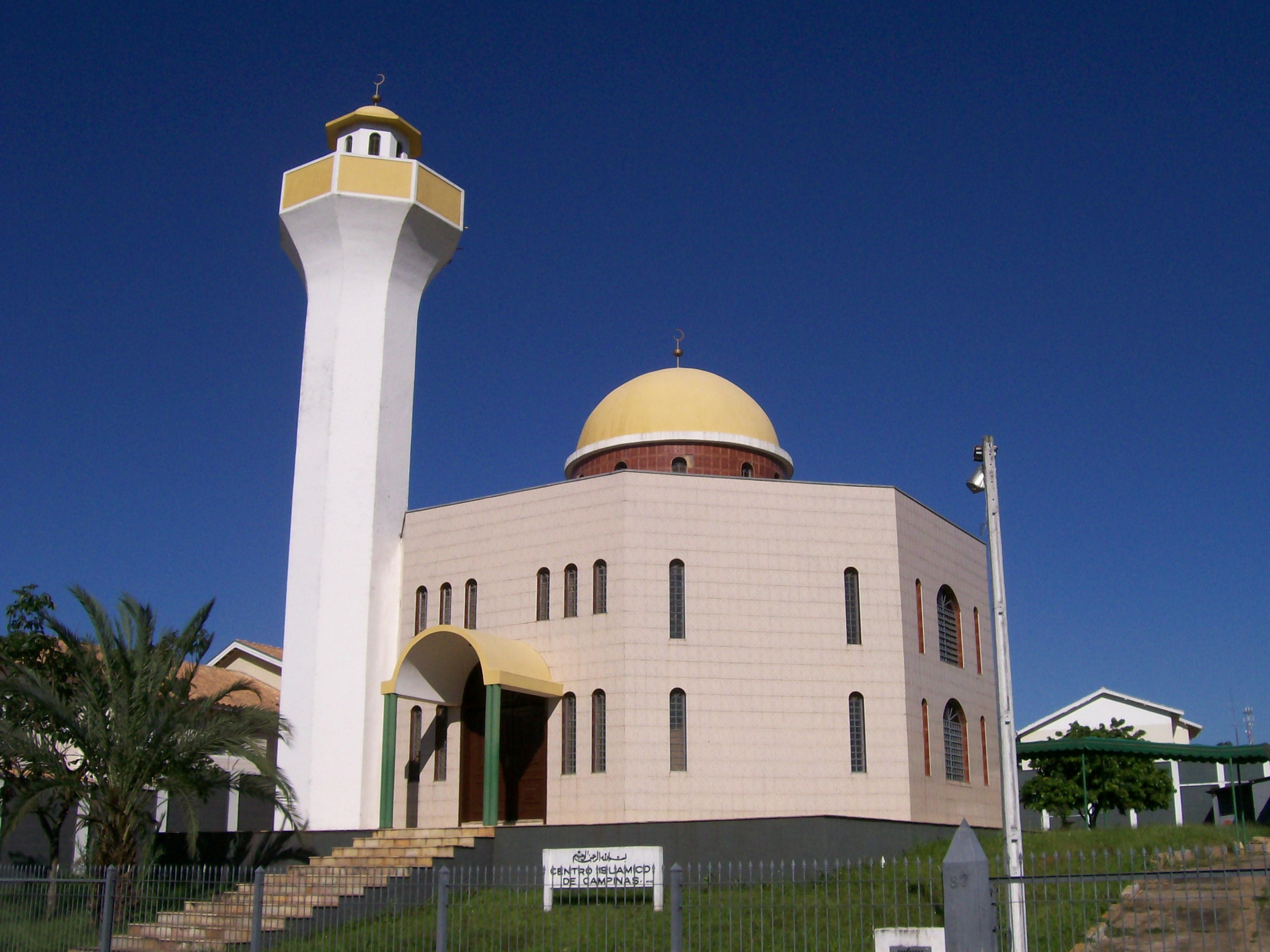
Centro Islâmico de Campinas, uma das principais mesquitas do Brasil.

Campinas está localizada no país mais católico do mundo em números absolutos. A Igreja Católica teve seu estatuto jurídico reconhecido pelo governo federal em outubro de 2009, ainda que o Brasil seja atualmente um estado oficialmente laico.
Tal qual a variedade cultural verificável em Campinas, são diversas as manifestações religiosas presentes na cidade. Embora tenha se desenvolvido sobre uma matriz social eminentemente católica, tanto devido à colonização quanto à imigração — e ainda hoje a maioria dos campineiros declara-se católica —, é possível encontrar atualmente na cidade dezenas de denominações protestantes diferentes, assim como a prática do budismo, do islamismo, espiritismo, religiões de matriz africana, entre outras. Nas últimas décadas, o budismo e as religiões orientais têm crescido bastante na cidade. Estima-se que existem mais de 100 000 seguidores budistas, seichonoitas e hinduístas. Também são consideráveis as comunidades judaica, mórmon, e das religiões afro-brasileiras.
De acordo com dados do censo de 2000 realizado pelo IBGE, a população de campineira está composta por: católicos (68,39%), protestantes (18,31%), pessoas sem religião (7,32%), espíritas (2,31%), budistas (0,25%), judeus (0,04%) e outros (0,16%). Segundo o censo brasileiro de 2022, a composição religiosa da cidade era de 50,43% católicos, 27,75% evangélicos ou protestantes, 3,36% espíritas, 1,35% umbandistas ou candomblecistas, 0,01% religião tradicional, 5,69% outras religiões, 11,17% irreligiosos, 0,03% desconhecidos e 0,2% não declarados.

#### Cristianismo

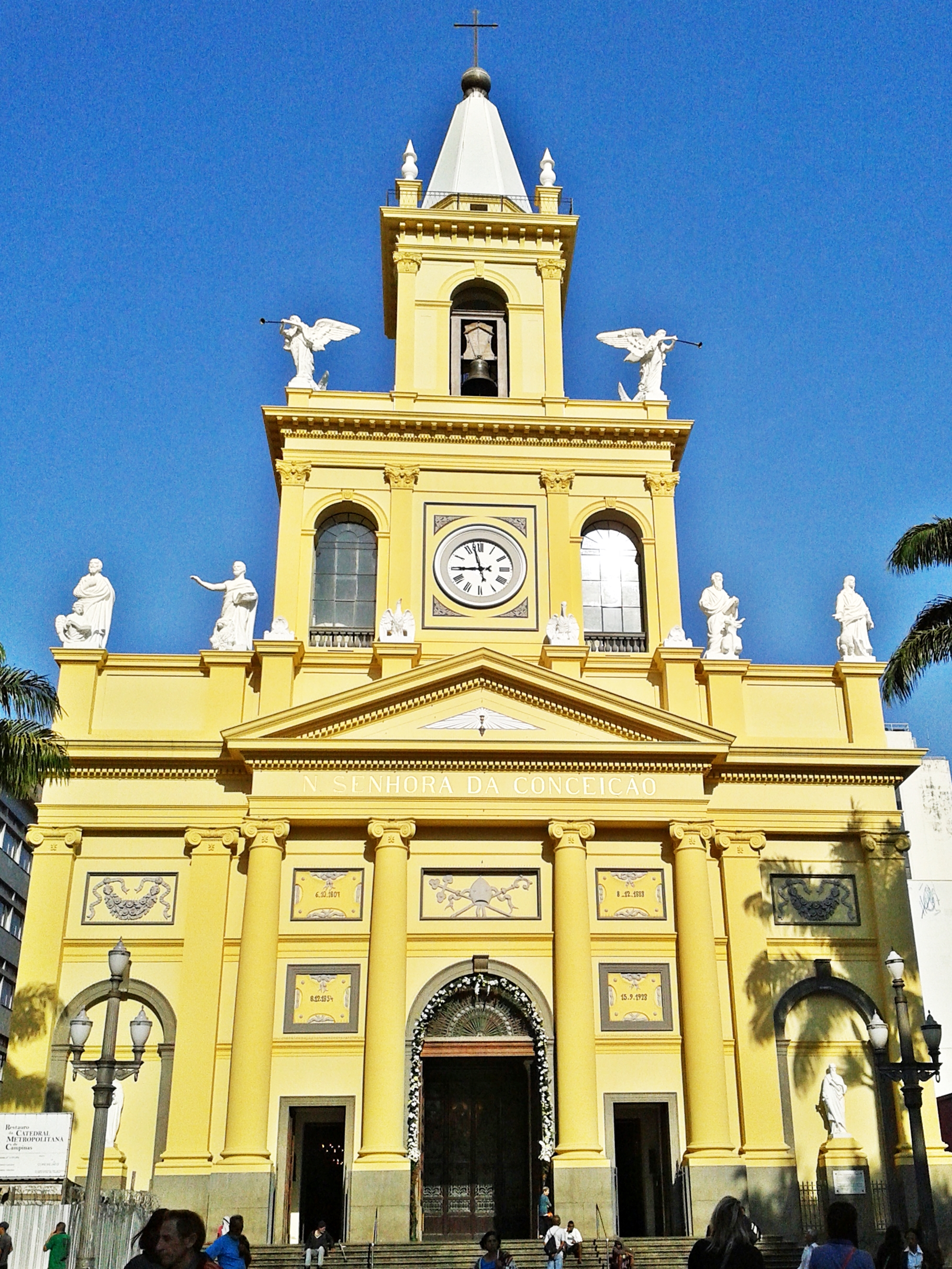
Catedral Metropolitana, a maior construção do mundo em taipa de pilão.

Segundo divisão feita pela Igreja Católica, o município está situado na Província Eclesiástica de Campinas, sendo sede dessa. Também faz parte da Arquidiocese de Campinas, criada como diocese em 7 de junho de 1908, tendo como primeiro Bispo, Dom João Batista Corrêa Nery, e elevada à arquidiocese em 19 de abril de 1958, com Dom Paulo de Tarso Campos como o primeiro Arcebispo, sendo subdividida em cinco dioceses sufragâneas (Amparo, Bragança Paulista, Limeira, Piracicaba e São Carlos). A Região Pastoral Campinas, a qual compreende todo o território campineiro, é composta de 51 paróquias, duas "quase-paróquias", 251 comunidades e nove capelas. Está dividida em oito foranias: Bom Pastor, Coração de Maria, Nossa Senhora Aparecida, Nossa Senhora do Rosário, Santos Apóstolos, Cristo Rei, Padre Anchieta e Santa Cruz.
A Catedral Metropolitana de Campinas (também chamada de Catedral de Nossa Senhora da Conceição em homenagem à padroeira de Campinas), localizada na Praça José Bonifácio, centro da cidade, é considerada um dos principais templos católicos campineiros. Começou a ser construída em 1807 e só foi fundada em 1883, vindo a ser tombada pelo Conselho de Defesa do Patrimônio Histórico, Arqueológico, Artístico e Turístico e pelo Conselho de Defesa do Patrimônio Cultural de Campinas em 1988.
A cidade é sede da devoção a Nossa Senhora das Lágrimas, e dos relatos da aparição mariana recebida pela Irmã Amália de Jesus Flagelado no município que tem ganhado muito destaque no Brasil e no mundo nos últimos anos. A relíquia religiosa da imagem de Nossa Senhora das Lágrimas atualmente está entronizada na Basílica Nossa Senhora do Carmo.

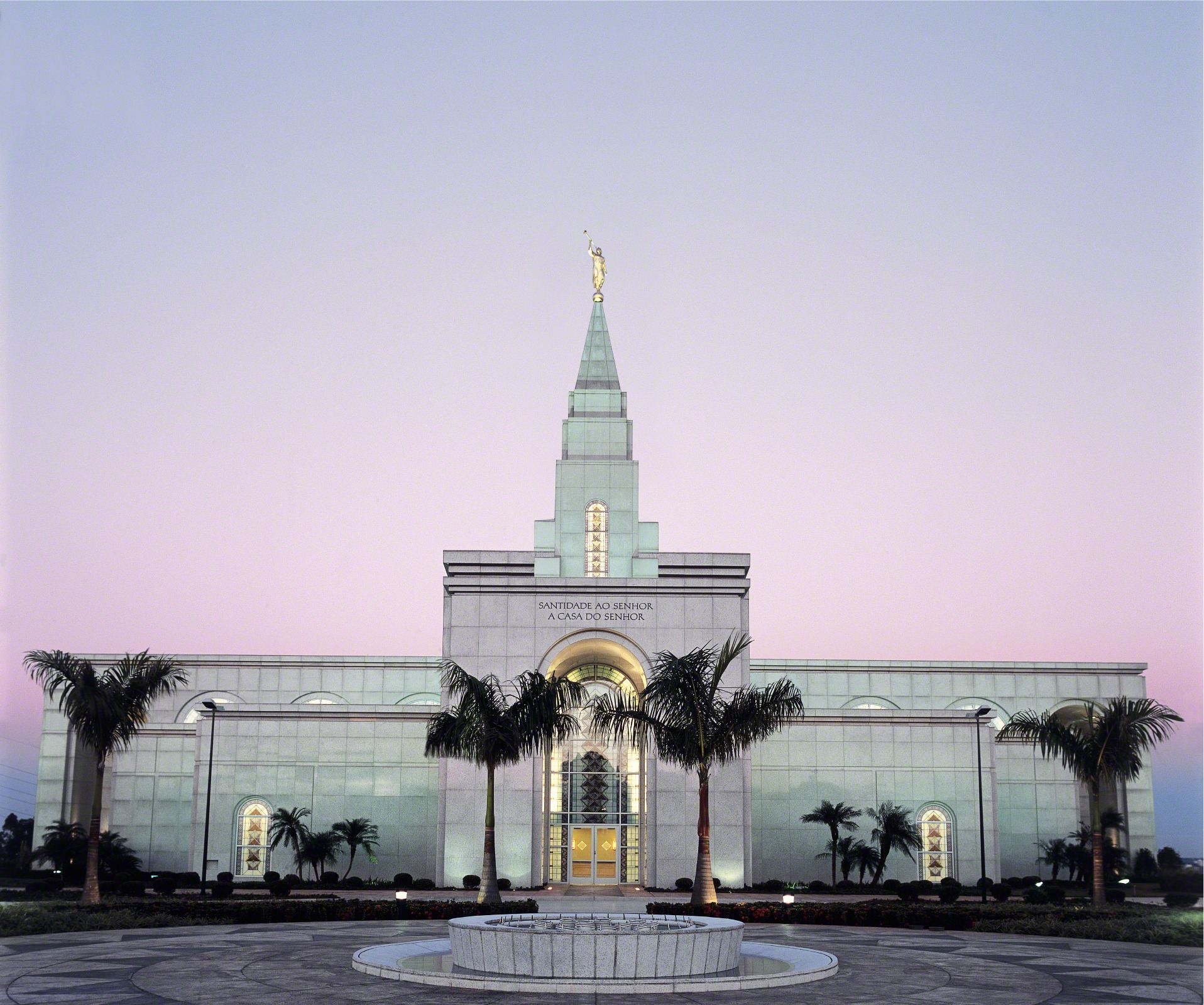
Templo mórmon de Campinas.

A cidade possui vários credos protestantes ou reformados, como a Igreja Luterana, a Igreja Presbiteriana, a Igreja Metodista, a Igreja Episcopal Anglicana e as igrejas batistas. Além dos mais diversos credos evangélicos, como a Comunidade Evangélica Sara Nossa Terra, a Igreja Cristã Maranata, as Igrejas Assembleias de Deus, a Igreja Adventista do Sétimo Dia, a Igreja Mundial do Poder de Deus, a Igreja Universal do Reino de Deus, a Congregação Cristã no Brasil, a Igreja da Cidade de Campinas entre outras. Como citado acima, de acordo com o IBGE, em 2000 18,31% da população eram protestantes. Desse total, 12,76% são das igrejas evangélicas de origem pentecostal; 3,65% são das evangélicas de missão; 1,25% são das evangélicas sem vínculo institucional; e 0,65% pertencem a outras religiões evangélicas.
Existem também cristãos de várias outras denominações, tais como as Testemunhas de Jeová (que representam 0,86% dos habitantes) e os membros de A Igreja de Jesus Cristo dos Santos dos Últimos Dias (0,20%), também conhecida como Igreja Mórmon. O Templo de Campinas, aberto em maio de 1998, é um dos principais templos mórmons do país, atendendo a mais de 117 mil membros de 36 alas na região.

## Política
|                                                         |  |                                           |
| Palácio dos Jequitibás, sede da prefeitura de Campinas. |  | Plenário da Câmara Municipal de Campinas. |

A administração municipal se dá pelos poderes executivo e legislativo. O poder executivo é exercido pelo prefeito, auxiliado pelo seu gabinete de secretários e eleito pelo voto direto para um mandato de quatro anos. Campinas teve como primeiro intendente Antônio Álvares Lobo, que ficou no cargo entre 1892 e 1894, e Orosimbo Maia foi o primeiro prefeito (1908–1910). O atual prefeito é Dário Saadi, do Republicanos, eleito no segundo turno das eleições municipais de 2020, tendo como vice Wanderley de Almeida, do Partido Socialista Brasileiro (PSB). O poder legislativo é representado pela câmara municipal, formada por 33 vereadores.
Campinas é a sede de uma comarca do poder judiciário estadual, localizado na Cidade Judiciária de Campinas, localizada no bairro Jardim Santana, Região Leste, um complexo que desde a inauguração já foi ampliado algumas vezes. Até 2005, a comarca se localizava no Palácio da Justiça, mas mais conhecido como "Fórum", no Centro, que já não tinha mais espaço para o crescimento da demanda.
O município de Campinas é regido por lei orgânica, promulgada em 31 de março de 1990. Campinas se divide em sete zonas eleitorais (33ª; 274ª; 275ª; 378ª, a maior delas; 379ª; 380ª e 423ª), com um total de 821 308 eleitores (dezembro de 2016), segundo o Tribunal Superior Eleitoral (TSE), representando 2,516% do eleitorado paulista. Desde 1986, Campinas é sede do Tribunal Regional do Trabalho da 15ª Região (TRT-15), criado como desmembramento do TRT da 2ª Região, sediado na capital paulista, com jurisdição sobre todos os municípios do estado de São Paulo fora das regiões metropolitanas de São Paulo, com exceção de Juquitiba, e da Baixada Santista, exceto Mongaguá, Itanhaém e Peruíbe.

### Cidades-irmãs
Cidades-irmãs é uma iniciativa do Núcleo das Relações Internacionais, que busca a integração entre a cidade e demais municípios nacionais e estrangeiros. A integração entre os municípios é firmada por meio de convênios de cooperação, que têm o objetivo de assegurar a manutenção da paz entre os povos, baseada na fraternidade, felicidade, amizade e respeito recíproco entre as nações. Oficialmente, possui as seguintes cidades-irmãs:
- Assunção
- Auroville
- Belém
- Blumenau
- Cabinda
- Camanducaia
- Cascais
- Concepción
- Córdoba
- Cotorro
- Daloa
- Fuzhou
- Gifu
- Jericó
- Malito
- Novi Sad
- Peruíbe
- San Diego
- Ubatuba

## Subdivisões
O município de Campinas possui, além das subprefeituras dos seus quatro distritos (além de mais dois em processo de criação), quatorze administrações regionais, cada uma delas, por sua vez, dividida em vários bairros. Também divide-se em seis regiões: Central, Norte, Leste, Sul e Noroeste e Sudoeste.
- Região Central: É a que está mais densamente urbanizada, sendo predominantemente verticalizada, possuindo a maior concentração de estabelecimentos comerciais, médicos e de serviços de toda a cidade. Nela há tanto regiões residenciais e mistas de alto poder aquisitivo (Cambuí e Vila Itapura), assim como regiões degradadas e com muitos imóveis abandonados (parte alta do Centro, a região próxima à antiga rodoviária e a região próxima à antiga estação Guanabara.[22]
- Região Leste: Nela, há predomínio de bairros residenciais de alto padrão (como o Alphaville, Nova Campinas, Gramado e o Taquaral) e alguns bairros próximos a favelas (Vila Brandina). Os distritos de Sousas e Joaquim Egídio situam-se nesta região. Nesta região situam-se os shoppings Iguatemi e Parque Dom Pedro, assim como bairros rurais (Bananal e Carlos Gomes).[22]
- Região Noroeste: Ocupa a região entre as rodovias SP-101 (a sul) e SP-348 (a oeste), com bairros mais antigos e engloba o distrito do Campo Grande. Nessa região concentram-se também grandes registros de investimentos governamentais, como a ligação da rodovia SP-101 até a Avenida John Boyd Dunlop. Parte dos bairros, principalmente os localizados na região do Campo Grande e do Itajaí, são conhecidos pela grande autonomia, uma vez que se situam afastados do Centro.[22] Nesta região, está situado o Shopping Parque das Bandeiras, entre a PUCC II e a Rodovia Adalberto Panzan. Juntamente, com o Parque D. Pedro Shopping e o Shopping Iguatemi, é um dos maiores shopping centers do município.[106]
- Região Norte: Engloba os distritos de Barão Geraldo e Nova Aparecida, a Região dos Amarais, do Jardim Chapadão e do Jardim Aurélia.[22]
- Região Sudoeste: É a região na qual está o distrito de Ouro Verde, e outras regiões tais como a do Aeroporto de Viracopos e dos DICs (conjuntos habitacionais pertencentes ao Distrito Industrial). Nela também se localiza o Distrito Industrial.[22]
- Região Sul: Possui classes econômicas variadas e concentra vários tipos de ocupação urbana: bairros classe média alta (Jardim Proença, Parque Prado), classe média (Jardim Leonor, Jardim Nova Europa), classe média-baixa (Vila Formosa), classe baixa (Jardim Campo Belo) e ocupações em processo de legalização (Parque Oziel, parte do Jardim do Lago) e ilegais. Embora considerada uma área em constante crescimento, o comércio, na maior parte dos bairros, é apenas local, mas há uma área industrial relevante, na qual existem fábricas como a da Valeo, hipermercados e o Campinas Shopping.[22]

Dentre os distritos, no ano de 2000, segundo o Instituto Brasileiro de Geografia e Estatística, o mais populoso, além da sede, era Barão Geraldo, que possuía 45 585 habitantes. Atualmente, um dos bairros mais populosos é o Taquaral.

## Economia

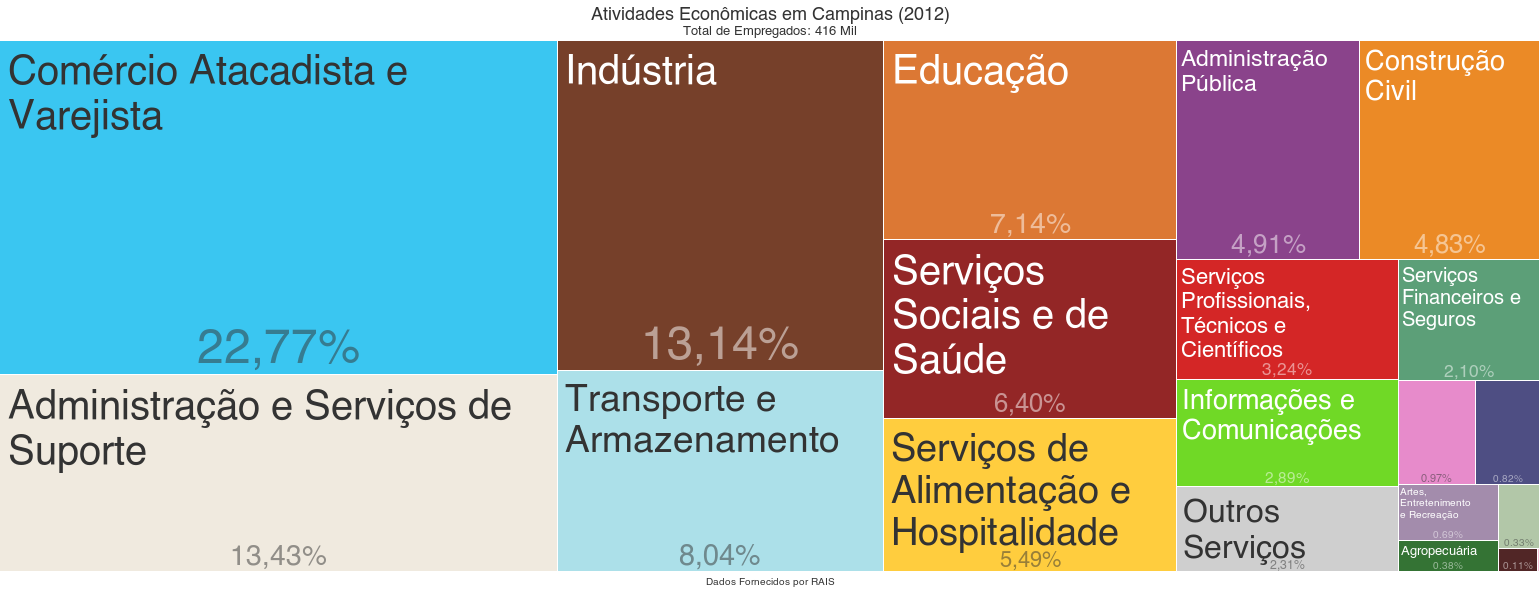
Atividades econômicas em Campinas — (2012).

O Produto Interno Bruto de Campinas é o maior da Região Metropolitana de Campinas, o quarto do estado de São Paulo e o 12.º de todo o país. De acordo com dados do Instituto Brasileiro de Geografia e Estatística relativos a 2021, o produto interno bruto do município era de 72 946 774,92 mil reais, sendo que 13 827 268,516 mil são de impostos sobre produtos líquidos de subsídios a preços correntes. O produto interno bruto per capita é de 59 634,21 reais e o Índice de Desenvolvimento Humano de renda é de 0,829.
De acordo com o Instituto Brasileiro de Geografia e Estatística], a cidade possuía, no ano de 2009, 46 362 unidades locais, 44 496 empresas e estabelecimentos comerciais atuantes e 780 390 trabalhadores, sendo 420 180 pessoal ocupado total e 360 210 ocupado assalariado. Salários juntamente com outras remunerações somavam 9 233 608 reais e o salário médio mensal de todo município era de 4,4 salários mínimos. A principal fonte econômica está centrada no setor terciário, com seus diversos segmentos de comércio e prestação de serviços de várias áreas, como na educação e saúde. Em seguida, destaca-se o setor secundário, com complexos industriais de grande porte.
A agricultura é o setor menos relevante da economia de Campinas. De todo o produto interno bruto da cidade, 32 173 mil reais é o valor adicionado bruto da agropecuária. Segundo o Instituto Brasileiro de Geografia e Estatística, em 2009, o município não contava com rebanho bovino ou suíno, possuindo apenas 54 610 aves, entre estas 48 310 galinhas e 6 300 galos, frangos e pintinhos. Em 2009, a cidade produziu 410 000 dúzias de ovos de galinha. Na lavoura temporária, são produzidos principalmente a cana-de-açúcar (92 000 toneladas), o milho (12 708 toneladas) e o tomate (3 820 toneladas). Em Campinas, também destacou-se por bastante tempo o cultivo do café, que sempre foi uma das principais fontes de renda do município, sendo considerado como um polo regional da cafeicultura.
O Instituto Agronômico de Campinas é o órgão de pesquisa da Agência Paulista de Tecnologia dos Agronegócios, da Secretaria de Agricultura e Abastecimento do Estado de São Paulo. Fundado em 1887 pelo imperador Pedro II do Brasil, hoje seu principal objetivo é desenvolver projetos que visem a melhoramentos na área da agricultura.
A indústria, atualmente, é o segundo setor mais relevante para a economia do município. 5 610 410 reais do produto interno bruto municipal são do valor adicionado bruto da indústria (setor secundário). A cidade concentra cerca de um terço da produção industrial do estado de São Paulo. Destacam-se as indústrias de alta tecnologia e o parque metalúrgico, sendo considerado como o Vale do Silício Brasileiro.
A região abriga mais de 10 000 empresas de médio e grande porte, muitas das quais entre as mil maiores e melhores do Brasil, segundo a revista Exame, tais como Honda, Toyota, Unilever, Mann+Hummel, 3M do Brasil, Bosch, Bridgestone, Pirelli, Dell, IBM, BASF, Dow Química, Villares, Ericsson, Singer, Goodyear, CPFL, Elektro, Valeo, Rigesa, International Paper, Nortel, Lucent, Samsung, Motorola, Medley, Cristália, Romi, Tenneco, General Electric, Texas Instruments, Mabe, Altana, Solectron, AmBev, Caterpillar, Bombardier, CAF e muitas outras. O polo petroquímico é centrado no município de Paulínia, a poucos quilômetros de Campinas, junto à Refinaria do Planalto Paulista da Petrobrás (Replan) é a maior do Brasil uma das maiores da América Latina, e tem empresas como Dupont, Chevron, Shell, Exxon, Grupo Ipiranga, Eucatex, Rhodia, e outras.
A prestação de serviços rende 15 587 011 mil reais ao produto interno bruto municipal. O setor terciário atualmente é a maior fonte geradora do produto interno bruto campineiro, destacando-se principalmente na área do comércio. A cidade possui diversos centros comerciais e shoppings centers, como o Campinas Shopping; o Iguatemi Campinas; e o Shopping Parque Dom Pedro.
Também destacam-se as microempresas. No ranking brasileiro da formalização de microempreendedores individuais, Campinas figura no primeiro posto entre as cidades do interior do país. A região do Centro da cidade também concentra uma parcela bastante expressiva do comércio e dos serviços, destacando-se pelo comércio popular, sendo que há cabeleireiros, comércio varejista de vestuário e acessórios; lojas de variedades e comércio popular (ambulantes); artesãos e fornecimento de alimentos para consumo domiciliar. Também nota-se em Campinas o Mercado Municipal de Campinas, inaugurado em 12 de abril de 1908.
O Sindicato dos Comerciários de Campinas, Valinhos e Paulínia (SECCAMP), fundado em 15 de maio de 1941, representa e defende a classe comerciária de Campinas e das outras duas cidades em ações sindicais.

## Infraestrutura

### Educação, ciência e tecnologia

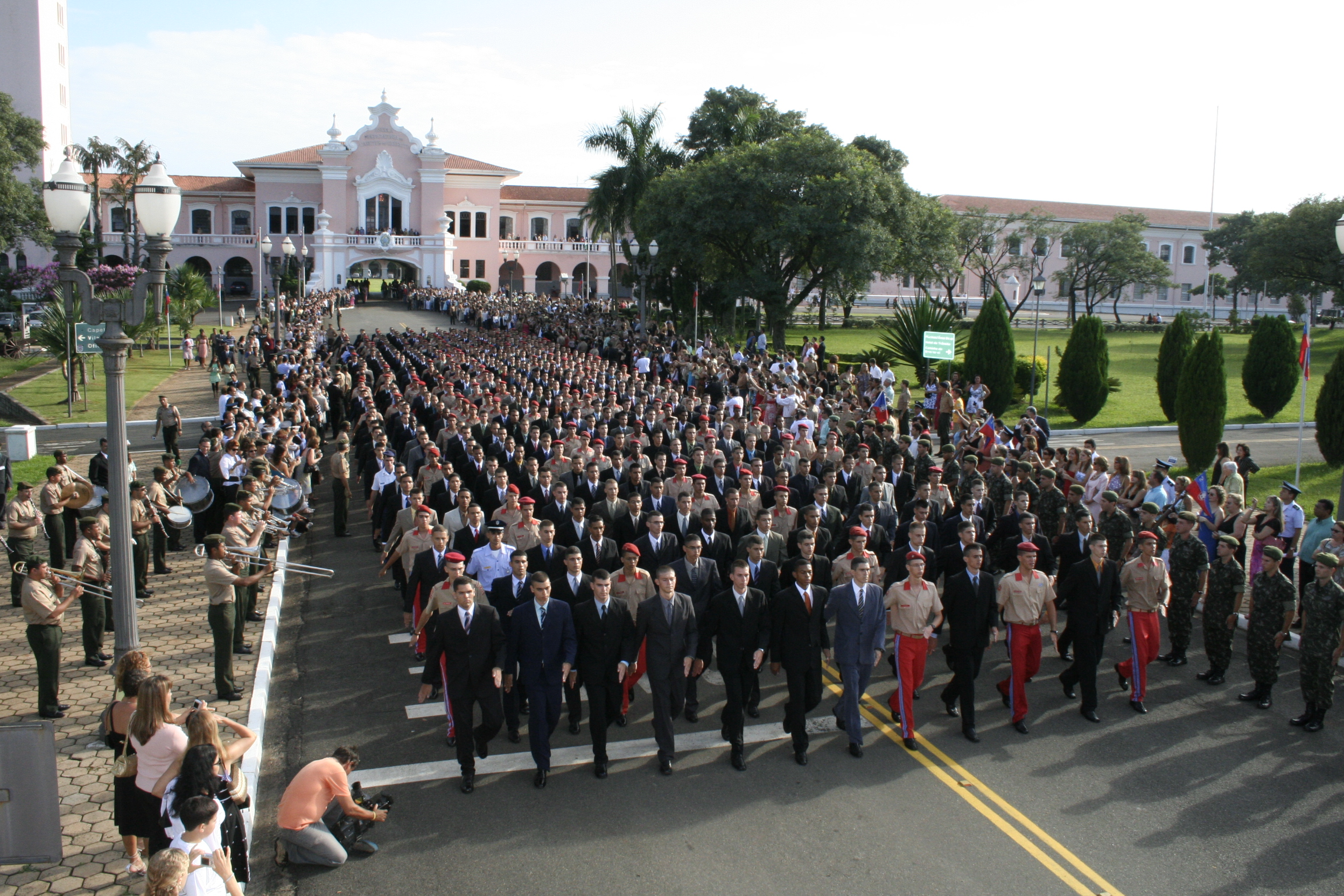
Fachada da Escola Preparatória de Cadetes do Exército.

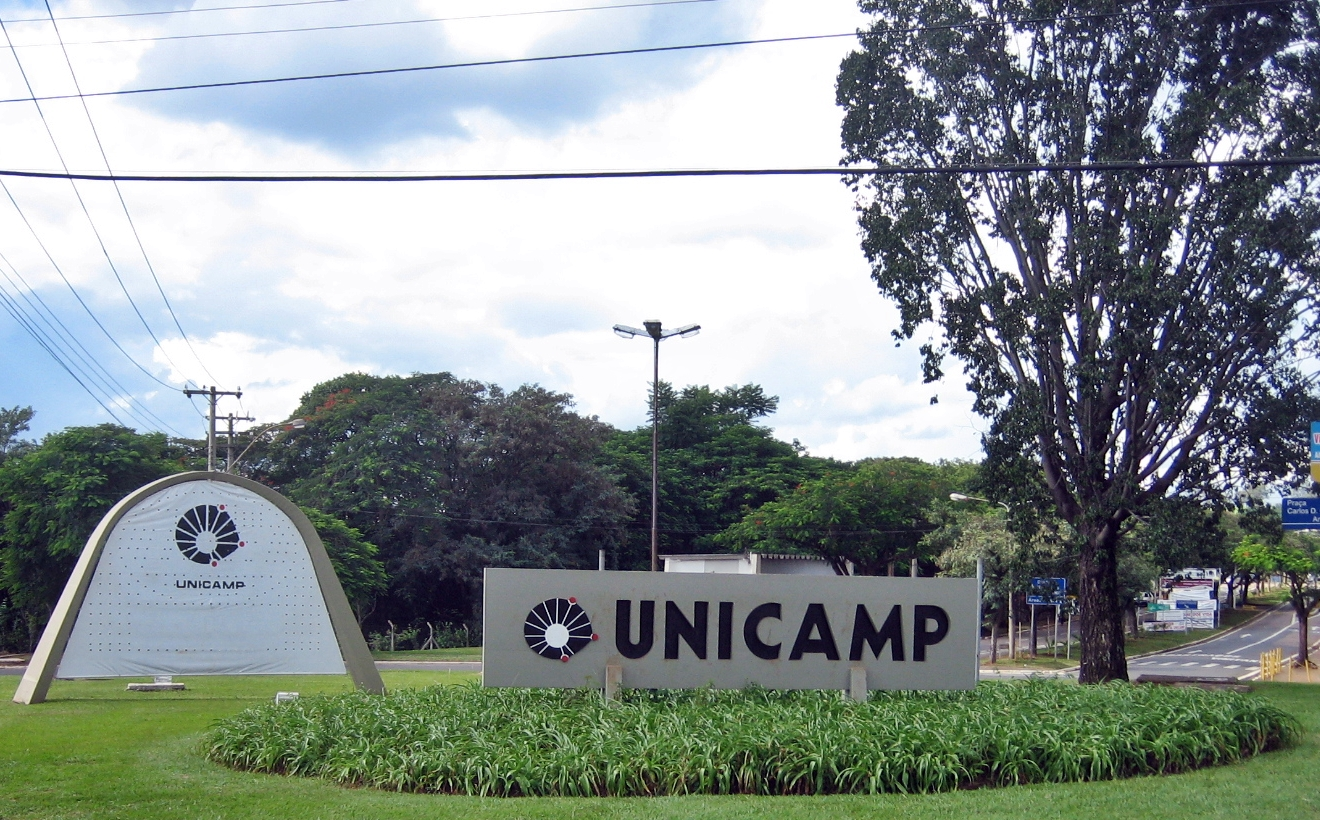
Entrada do campus da Universidade Estadual de Campinas, no distrito de Barão Geraldo.

O Índice de Desenvolvimento da Educação Básica médio entre as escolas públicas de Campinas era, no ano de 2009, de 4,7; valor acima ao das escolas municipais e estaduais de todo o Brasil, que é de 4,0%. O município contava, em 2009, com aproximadamente 206 325 matrículas, 10 464 docentes e 702 escolas nas redes públicas e particulares. O valor do Índice de Desenvolvimento Humano (IDH) da educação era de 0,731 (2010).
Segundo dados do Instituto Nacional de Estudos e Pesquisas Educacionais Anísio Teixeira e do Ministério da Educação, o índice de analfabetismo no ano de 2000 entre pessoas de 18 a 24 anos de idade era de 1,330%, enquanto que a taxa de alfabetização adulta naquele ano era de 95,01%. A taxa bruta de frequência à escola naquele ano era de 87,540%, sendo que no país esse índice era de 81,5%. 16 605 habitantes possuíam menos de 1 ano de estudo ou não contava com instrução alguma. Em 2010, 709 alunos frequentavam o sistema de educação especial e 8 552 crianças estudavam em creches, sendo que 1 512 alunos de creches possuíam aulas em tempo integral.
Desde 1959, a cidade de Campinas é a sede da única escola de preparação de cadetes do Exército Brasileiro, a Escola Preparatória de Cadetes do Exército. Oferecendo o 1º ano do Ensino Superior integrado à formação militar, a escola prepara os futuros cadetes da Academia Militar das Agulhas Negras, que, após 4 anos de estudos, se graduam com o posto de Aspirante a Oficial.
Embora a história que ligue Campinas à tecnologia remonte a mais de cem anos (Campinas foi a terceira cidade do mundo a adotar a tecnologia do telefone, em 1883, após Chicago e Rio de Janeiro quando foram instalados 57 aparelhos e o Instituto Agronômico de Campinas, já citado anteriormente, que foi fundado em 1887) a cidade ganhou um grande impulso com a estruturação do campus da Universidade Estadual de Campinas (Unicamp), iniciada em 1962.
Atualmente, Campinas é o terceiro maior polo de pesquisa e desenvolvimento do Brasil, responsável por pelo menos 15% da produção científica nacional (segundo dados de 2010).

Sirius, acelerador de partículas do Laboratório Nacional de Luz Síncrotron.

As universidades locais também têm grande empenho na área, como a Universidade Estadual de Campinas (Unicamp), que é a maior produtora de patentes de pesquisa no país, a Fundação Getulio Vargas (FGV), a Pontifícia Universidade Católica de Campinas (PUC-Campinas), a Universidade Presbiteriana Mackenzie, a Faculdades de Campinas (FACAMP), o Centro Universitário UniMetrocamp (UniMetrocamp), a Escola Superior de Propaganda e Marketing (ESPM) e a Escola Superior de Administração, Marketing e Comunicação (ESAMC), dentre outras.
Além de instituições de ensino superior, o município também sedia importantes institutos de pesquisas, como o Centro Nacional de Pesquisa em Energia e Materiais (CNPEM), Centro de Tecnologia da Informação Renato Ascher (CTI), Centro de Pesquisas Avançadas Wernher von Braun, Centro de Pesquisa e Desenvolvimento em Telecomunicações (CPqD), Empresa Brasileira de Pesquisa Agropecuária (EMBRAPA), Instituto Agronômico de Campinas (IAC), Laboratório Nacional de Luz Síncrotron (LNLS), dentre outros.

### Saúde

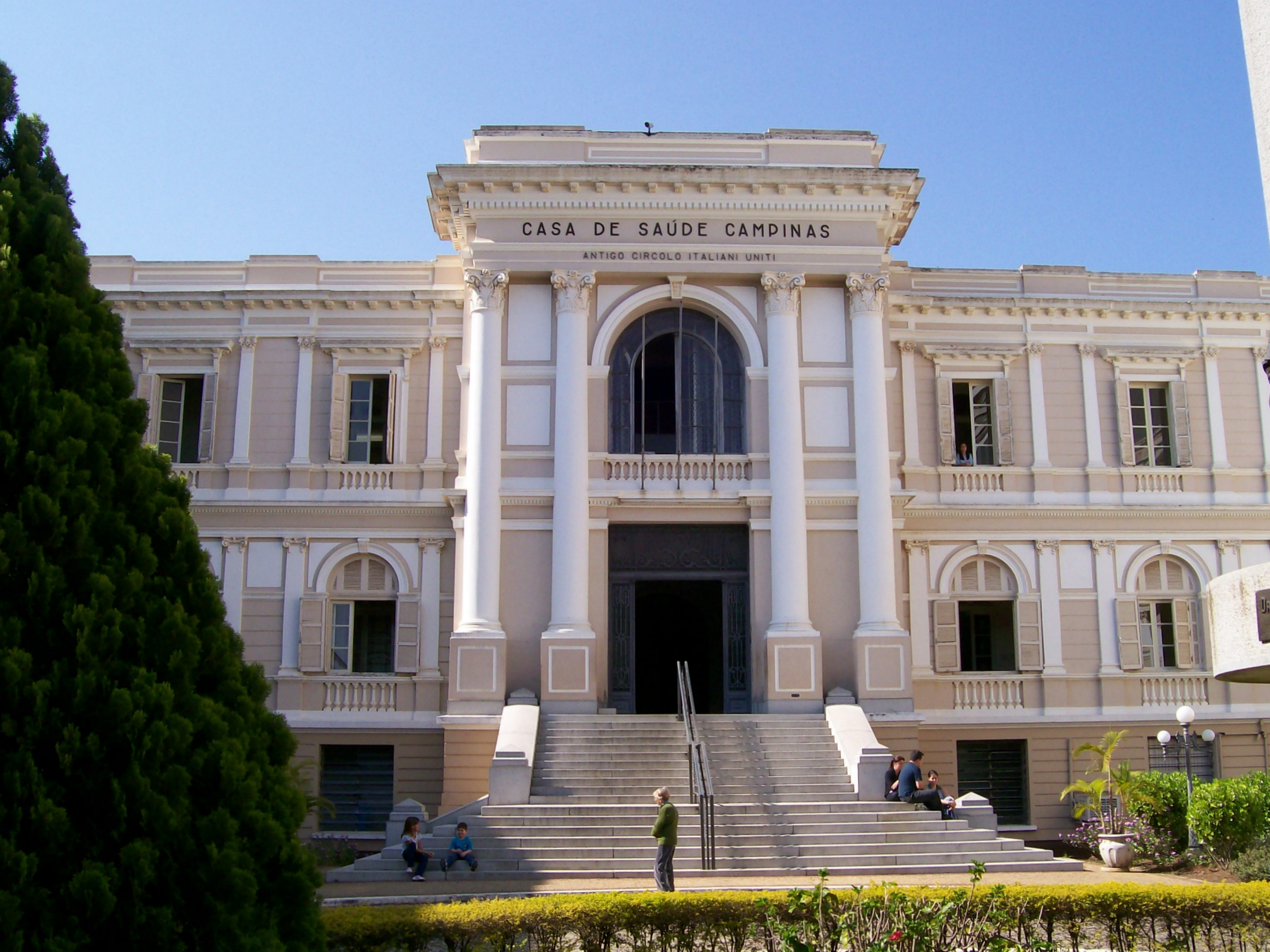
Casa de Saúde Campinas.

Em 2009, o município possuía 373 estabelecimentos de saúde entre hospitais, pronto-socorros, postos de saúde e serviços odontológicos, sendo 103 deles públicos e 270 privados. Neles a cidade possuía 3 mil leitos para internação, sendo que 817 estão nos públicos e os 2 183 restantes estão nos privados. Um dos hospitais mais antigos da região, situado na cidade, é a Casa de Saúde Campinas, que tem suas origens em surtos de febre amarela ocorridos entre o final do século XIX e começo do século XX.
O Serviço de Atendimento Móvel de Urgência de Campinas possui 51 médicos, 18 enfermeiros e 70 motoristas. Também há 61 Centros de Saúde (Unidades Básicas de Saúde), aproximadamente 1 para cada 20 mil habitantes.
Na cidade, existem 19 hospitais gerais, sendo três públicos, onze privados e cinco filantrópicos. Campinas conta ainda com 11 443 médicos, 10,7 para cada mil habitantes, e, em 2009, havia 341 290 mulheres em idade fértil (entre 10 e 49 anos). O Índice de Desenvolvimento Humano (IDH) da longevidade em Campinas é de 0,860, com expectativa de vida de 72,22 anos.

### Segurança pública e criminalidade

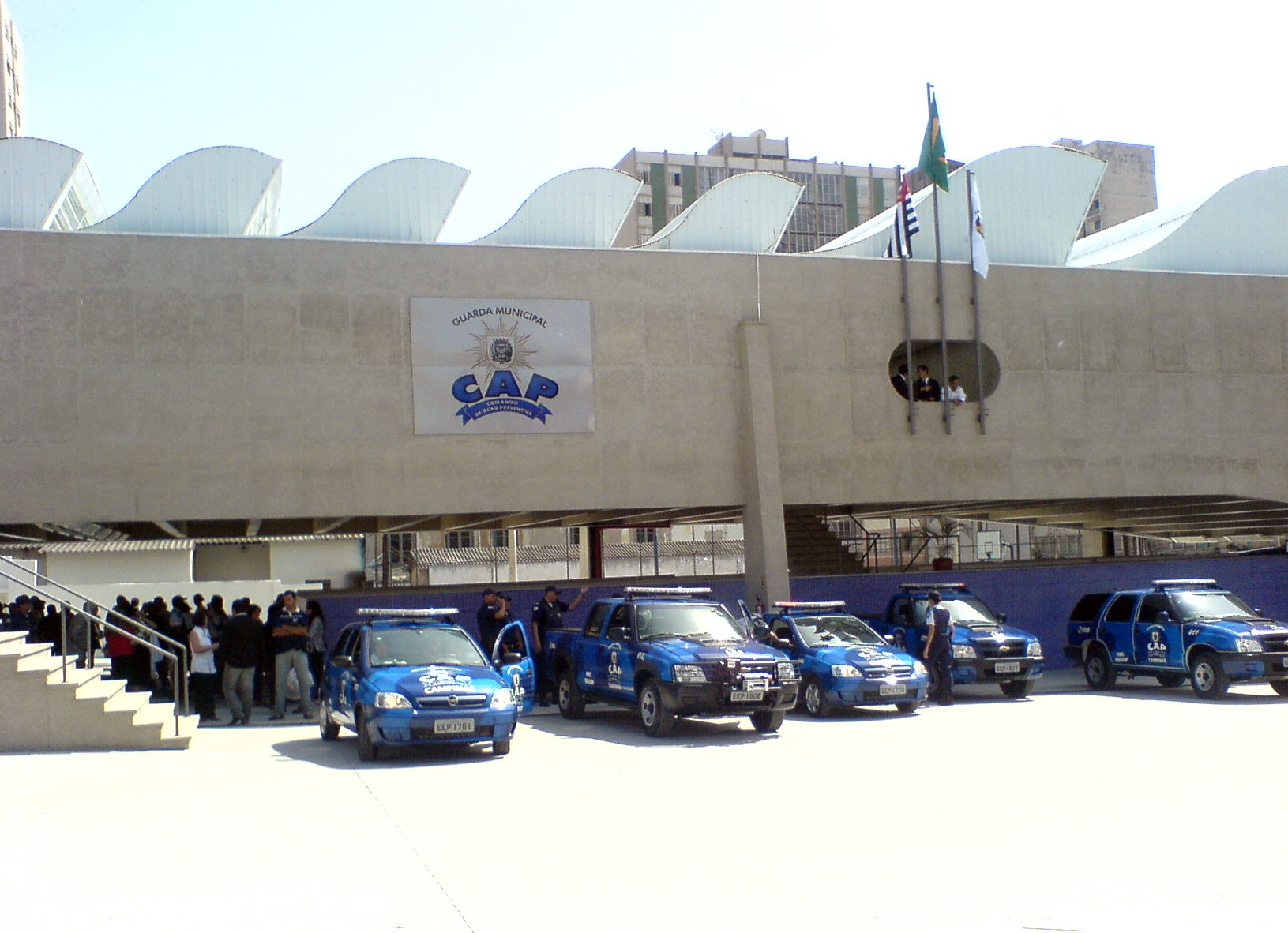
Base da Guarda Municipal de Campinas no Centro.

Como na maioria dos municípios médios e grandes brasileiros, a criminalidade ainda é um problema em Campinas. Em 2008, a taxa de homicídios no município foi de 15,9 para cada 100 mil habitantes, ficando em 82° lugar no estado e em 1147° lugar no país. O índice de suicídios naquele ano para cada 100 mil habitantes foi de 5,6, sendo o 112° a nível estadual e o 1030° a nível nacional. Já em relação à taxa de óbitos por acidentes de transito, o índice foi de 25,6 para cada 100 mil habitantes, ficando no 92° a nível estadual e no 721° lugar a nível nacional.
Para tentar reduzir esses índices, são realizados diversos projetos no combate à criminalidade, como a criação da Coordenadoria de Prevenção às Drogas, que visa a combater o uso de entorpecentes, prática que, cada vez mais, vem se disseminando principalmente entre os jovens, sendo que é uma das principais causas de ocorrências de crimes. Por força da Constituição Federal do Brasil, Campinas possui também uma Guarda Municipal, responsável pela proteção dos bens, serviços e instalações públicas do município.

### Habitação, serviços e comunicação

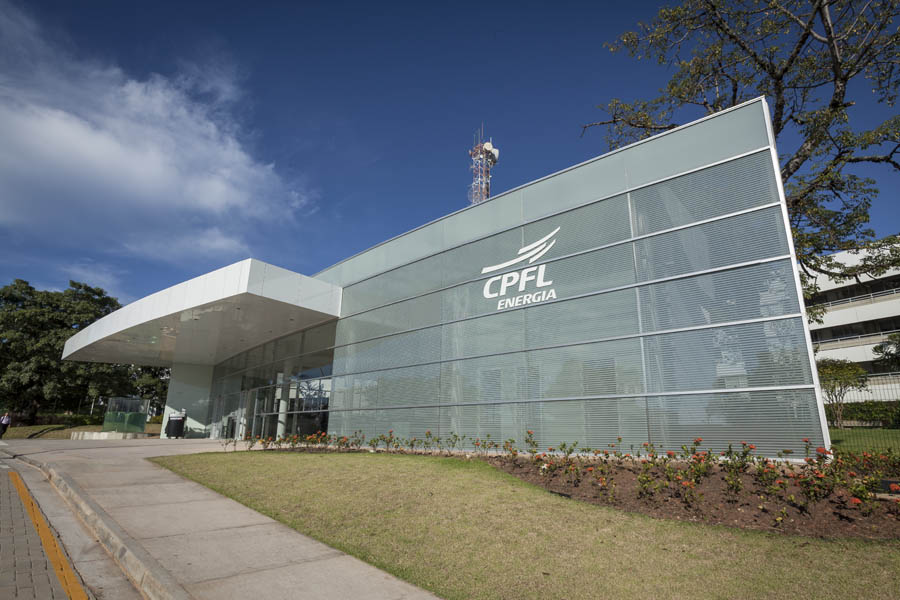
Sede da Companhia Paulista de Força e Luz, na Chácara Primavera.

No ano de 2000, segundo o Instituto Brasileiro de Geografia e Estatística, a cidade tinha 283 446 domicílios entre apartamentos, casas, e cômodos. Desse total 197 536 eram imóveis próprios, sendo 162 263 próprios já quitados (57,25%), 35 273 em aquisição (12,44%) e 50 244 alugados (17,73%); 22 829 imóveis foram cedidos, sendo 4 701 por empregador (1,66%) e 18 128 cedidos de outra maneira (6,44%). 12 837 foram ocupados de outra forma (4,53%). Grande parte do município conta com água tratada, energia elétrica, esgoto, limpeza urbana, telefonia fixa e telefonia celular. Naquele ano, 96,37% dos domicílios eram atendidos pela rede geral de abastecimento de água; 95,45% das moradias possuíam coleta de lixo e 85,88% das residências possuíam escoadouro sanitário.
O abastecimento de água é feito pela Sociedade de Abastecimento de Água e Saneamento (SANASA). Atualmente a empresa atende 98% da população urbana, com 210 000 ligações, através de 3 112 km de tubulações. A maior parte da água (95%) captada pela Sanasa para o abastecimento de Campinas é oriunda do Rio Atibaia, que passa no distrito de Sousas, região leste de município. Os 5% restantes são captados no Rio Capivari, na região sul da cidade.

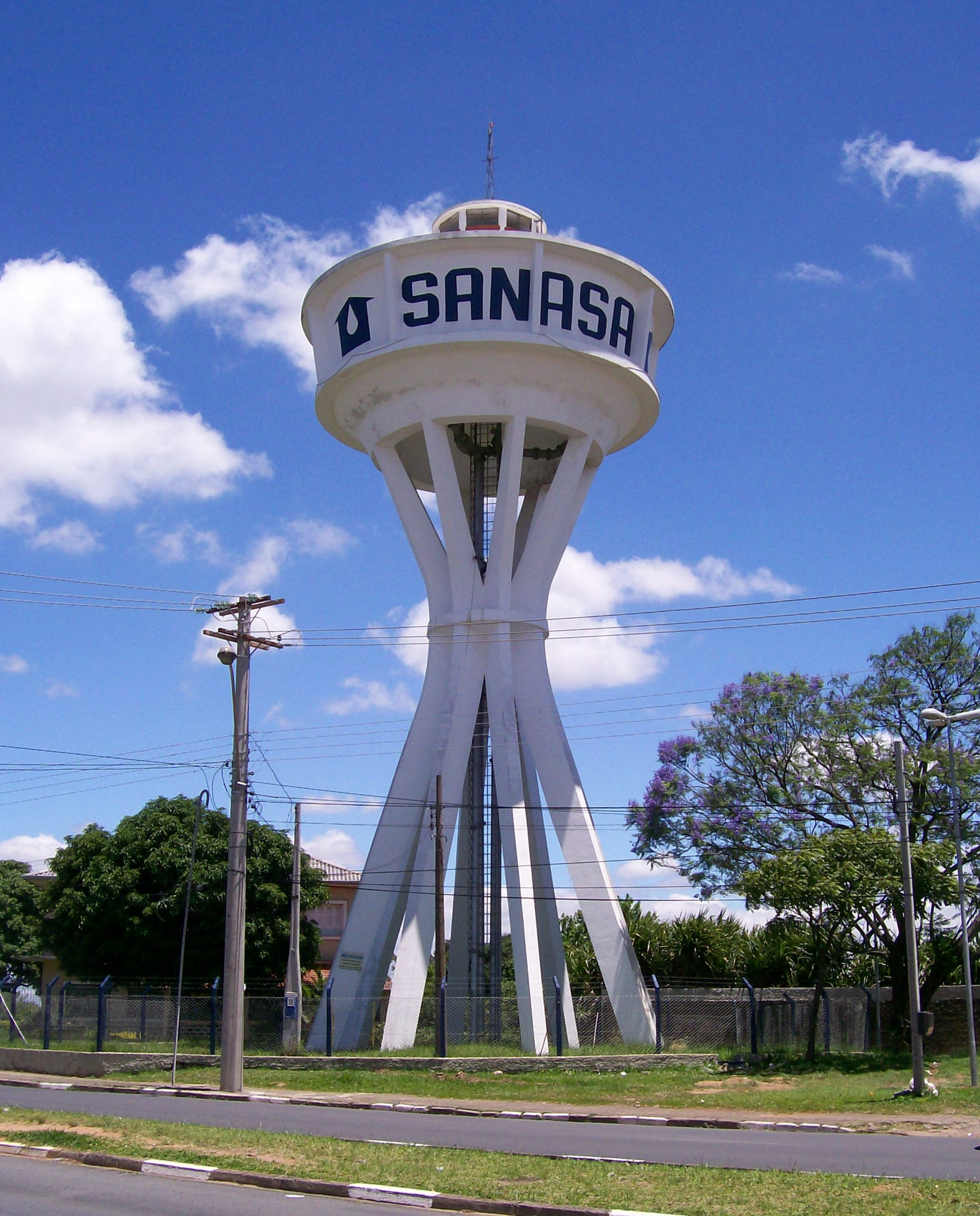
Caixa d'água da Sociedade de Abastecimento de Água e Saneamento (SANASA) no alto do Jardim São Gabriel, Região Sul.

A SANASA também é a responsável pela coleta do esgoto. O volume médio anual de água potável produzido é da ordem de 100 milhões de m3, que são transportado por mais de 3 884 km de adutoras e redes de distribuição e reservado em 69 reservatórios dispersos pela cidade (25 elevados e 44 semienterrados) com capacidade total de 122 milhões de litros. Todas as estações de tratamento de água da Sanasa são do tipo convencional, utilizando-se processos físico-químicos para a potabilização. O serviço de fornecimento de energia elétrica é feito pela Companhia Paulista de Força e Luz, cuja sede se localiza na cidade. Atualmente existem 14,5 milhões de pontos de iluminação pública.
O sistema de telefones automáticos foi inaugurado na cidade pela Companhia Telefônica Brasileira (CTB) em 1930, sendo a 2ª cidade do estado a receber esse melhoramento (depois de São Paulo). Já o sistema de discagem direta à distância (DDD) foi implantado em 1975 pela Telecomunicações de São Paulo (TELESP), com o código de área (0192). Na década de 90 o código DDD da cidade foi alterado para (019), para padronização do sistema telefônico com a telefonia celular que estava sendo implantada em todo o estado. Em dados da Agência Nacional de Telecomunicações, em maio de 2011 Campinas possuía 462 233 telefones fixos (referentes apenas à concessionária Telefónica).
O código de área de discagem direta a distância (DDD) é 19 e o Código de Endereçamento Postal (CEP) da cidade vai de 13 000-000 a 13 139-999. Há fácil acesso à internet em boa parte da cidade. Alguns pontos já contam com rede wireless (internet sem fio).
Também há diversos jornais em circulação em Campinas, como o Correio Popular e o Diário do Povo. Dentre as rádios, destacam-se a Rádio Bandeirantes, a Rádio Brasil e a Rádio Globo. Também há várias emissoras de televisão. Segundo o Portal BSD, em abril de 2011 havia 21 canais, sendo seis em Very High Frequency (VHF) e 15 em Ultra High Frequency (UHF). Três deles estão disponíveis em televisão de alta definição (tecnologia HDTV). Em se tratando de transmissão digital, Campinas foi a primeira cidade não capital do Brasil a ter TV digital, com a EPTV, afiliada da Rede Globo, em 3 de dezembro de 2008.

### Transportes

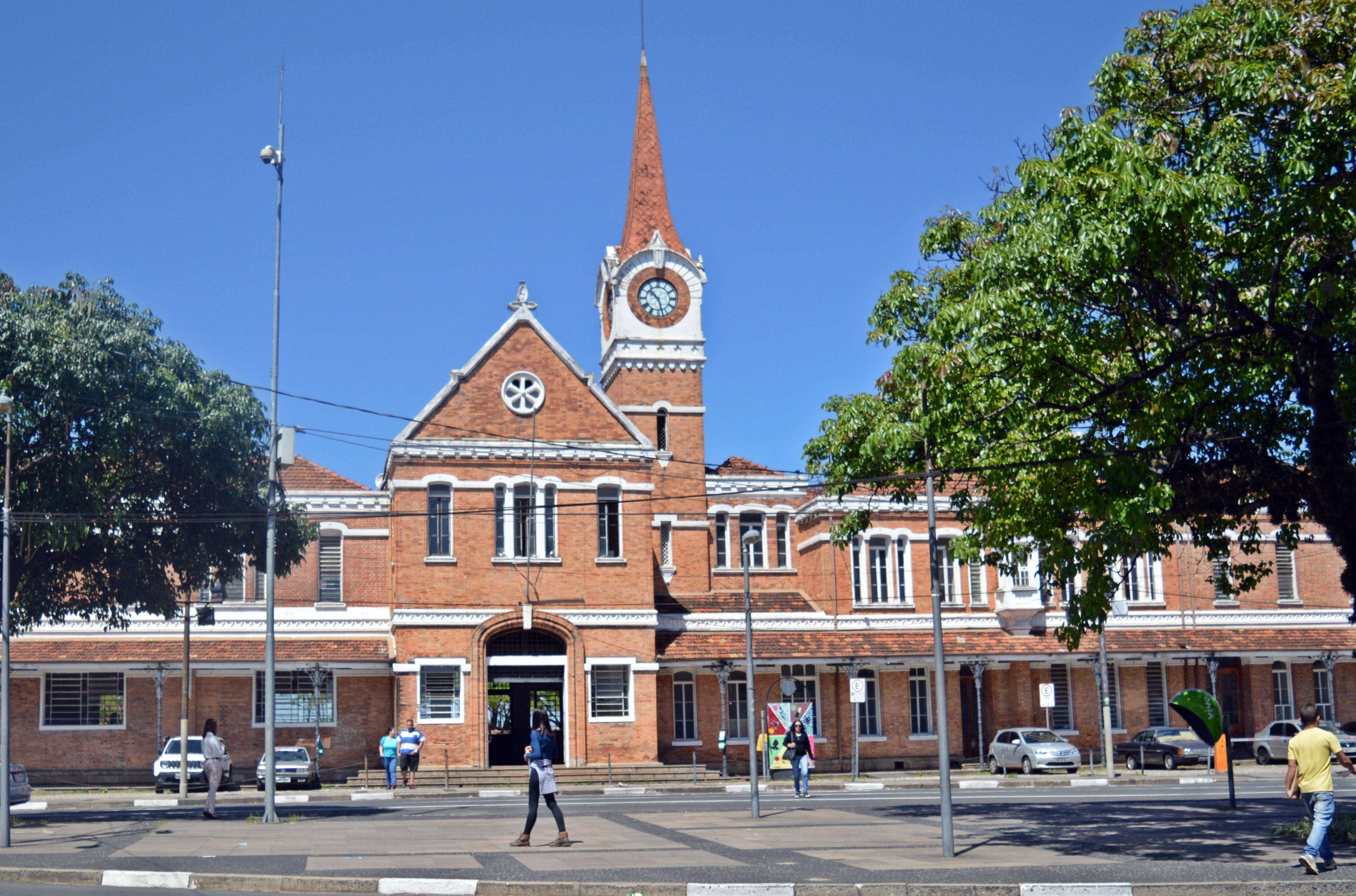
Estação Ferroviária de Campinas, atual Centro Cultural de Campinas.

Campinas foi um dos maiores entroncamentos ferroviários do estado de São Paulo. Os trilhos da Companhia Paulista de Estradas de Ferro chegaram à cidade em 1872, enquanto que os da Companhia Ytuana (posteriormente Estrada de Ferro Sorocabana) e os da Companhia Mogiana de Estradas de Ferro chegaram à cidade entre 1873 e 1875. Dali, partiam trilhos para o Sul de Minas Gerais (pela Mogiana), para o Interior do Estado e Mato Grosso do Sul (pela Paulista e pela Sorocabana) e duas pequenas linhas extintas: a Funilense ("Funil" era o nome da fazenda que daria o nome ao núcleo que originou o município de Cosmópolis.)
A cidade é um dos maiores entroncamentos rodoviários do país, nela passando diversas rodovias. Algumas das mais importantes para a cidade são: Rodovia Anhanguera; Rodovia dos Bandeirantes; Rodovia Adalberto Panzan; Rodovia Dom Pedro I; Rodovia Santos Dumont; Rodovia Adhemar de Barros; Rodovia Professor Zeferino Vaz; Rodovia Jornalista Francisco Aguirre Proença; Rodovia José Roberto Magalhães Teixeira e Rodovia Lix da Cunha.
O Terminal Multimodal Ramos de Azevedo é a principal estação de transporte intermunicipal e interestadual da cidade de Campinas. Foi inaugurado em junho de 2008 para substituir o antigo terminal rodoviário da cidade — a Estação Rodoviária Dr. Barbosa de Barros — em função de não atender a demanda da cidade, da degradação, da falta de espaço e de condições para a operação das linhas, principalmente em horários de pico e vésperas de feriados.
Um dos principais cruzamentos da cidade é o Viaduto São Paulo, também conhecido como "Laurão" (em homenagem ao prefeito sob cuja administração se realizou a obra: Lauro Péricles Gonçalves), que possui aproximadamente 340 m e é usado, em média, por 48 mil veículos por dia útil.
Também se destaca o Complexo Viário Túnel Joá Penteado, que é formado por dois túneis, de 370 e 450 m de comprimento, que ligam o Centro à Vila Industrial em Campinas.
A cidade conta com aproximadamente duzentas linhas de ônibus urbano (gerenciadas pela EMDEC) e cem linhas de ônibus metropolitanos e intermunicipais (gerenciadas pela EMTU-SP). O sistema municipal de transporte coletivo — Intercamp — pretende reduzir a competição entre os concessionários (também denominados perueiros) e as empresas de ônibus (duas empresas — VB e Onicamp — e dois consórcios — Concicamp e Urbcamp).
Existem quatro terminais abertos (Shopping Iguatemi, Shopping Dom Pedro, Central e Mercado) e sete terminais fechados (Barão Geraldo, Nova Aparecida, Campo Grande, Vila União, Sousas, Ouro Verde, Itajaí e Vida Nova), além de algumas estações de transferência implantadas (Cidade Judiciária, Abolição, PUC) e em outras que estão em implantação, sem data definida.

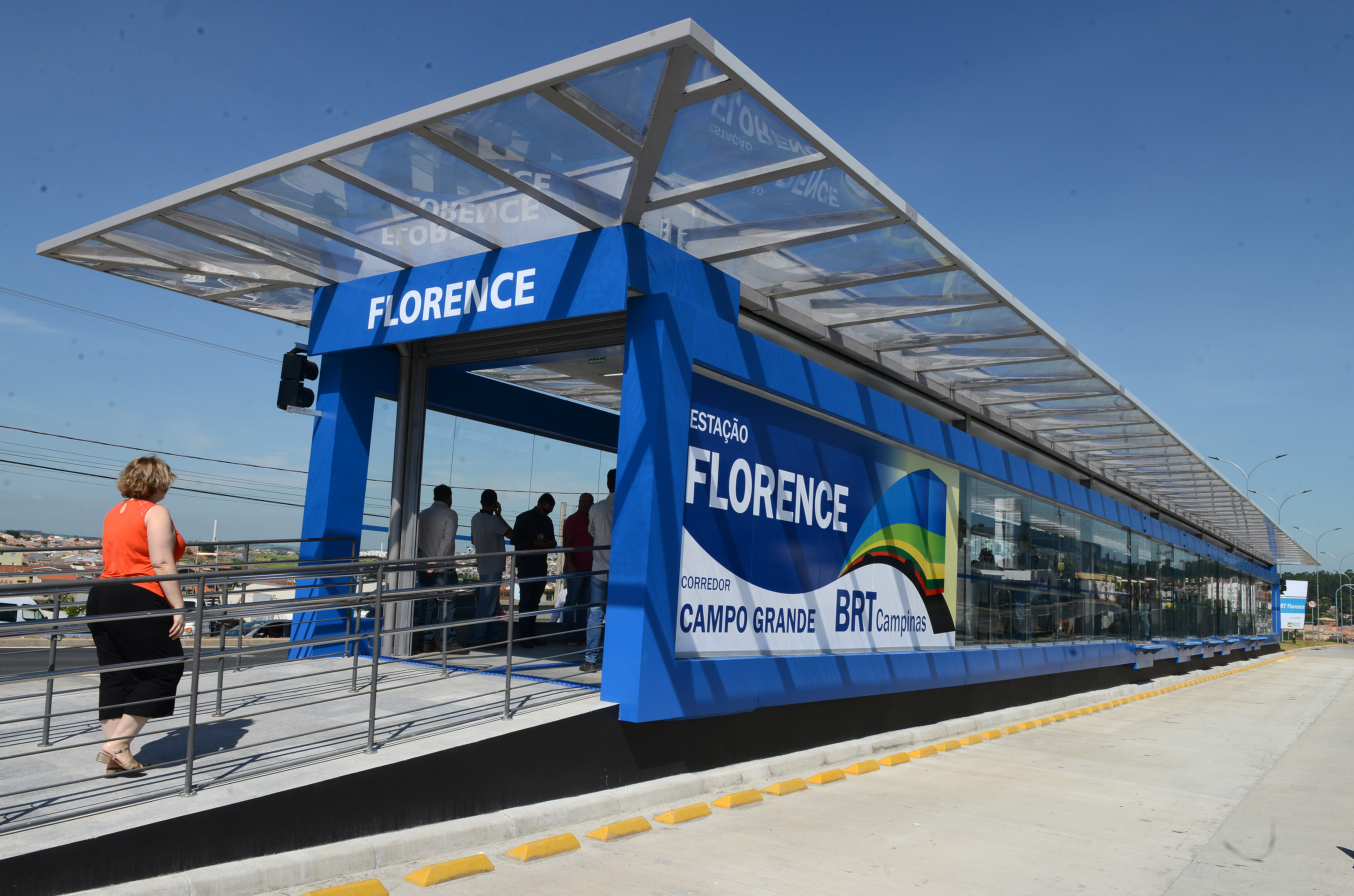
Estação Florence do BRT de Campinas.

Em 2010, foi implantado o Corredor Central, um corredor viário que privilegia o transporte coletivo. Está em implantação na cidade um sistema de transporte rápido por ônibus (BRT, Bus Rapid Transit), o BRT de Campinas, também chamado de "Rapidão", que terá três corredores (Perimetral, Campo Grande e Ouro Verde), com 4, 17,8 e 14,4 km de extensão, respectivamente. Parte do Corredor Campo Grande e todo o Corredor Perimetral usarão o antigo leito do VLT. O projeto tem previsão de inauguração para o primeiro semestre de 2020.
A frota municipal no ano de 2009 era de 615 962 veículos, sendo 457 529 automóveis, 16 091 caminhões, 2 550 caminhões trator, 40 344 caminhonetes, 2 884 micro-ônibus, 81 931 motocicletas, 10 163 motonetas, 4 316 ônibus e 154 tratores de roda. A Empresa Municipal de Desenvolvimento de Campinas (EMDEC), subordinada à Secretaria Municipal de Transportes (Setransp), regulamenta e regulariza o sistema de transporte público, gerencia o trânsito e, através de seus Agentes de Trânsito, aplica autuações aos motoristas que cometem infrações de trânsito.

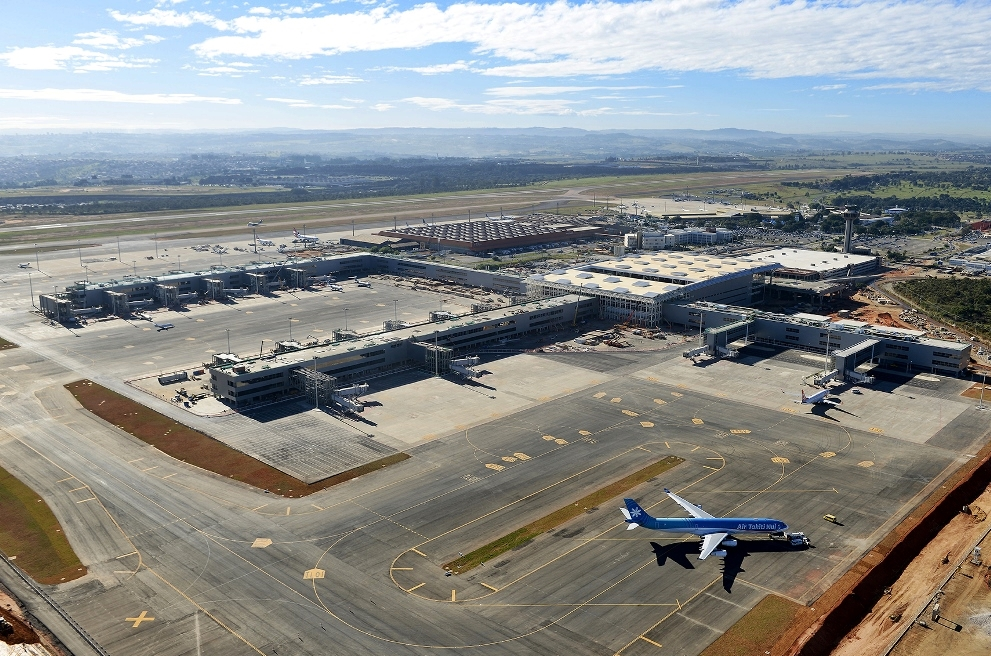
Aeroporto Internacional de Viracopos.

O Aeroporto Internacional de Viracopos/Campinas, localizado no extremo sul do município, é o segundo maior terminal aéreo de cargas do país, abarcando 18,1% do fluxo total de mercadorias nos aeroportos. Atualmente, de cada três toneladas de mercadorias exportadas e importadas no Brasil, uma passa por Viracopos. Constitui uma alternativa aeroviária para a região da Grande São Paulo. Na região norte, localiza-se o Aeroporto Campo dos Amarais, destinado aos aviões de pequeno e médio porte, assim como o ensino de pilotagem, sendo que está localizado a cerca de 8 km do centro da cidade.
Até o ano de 2006, Campinas não possuía nenhuma ciclovia, somente uma ciclofaixa com aproximadamente 5 km em volta da Lagoa do Taquaral, instalada no início da década de 1990 e ampliada com a conclusão da Praça Arautos da Paz. Em 2006 foram instaladas ciclovias no canteiro central da Avenida Atílio Martini, no distrito de Barão Geraldo e outra ciclovia nos dois sentidos da Estrada dos Amarais. Em 2020 Campinas já conta com quase 46 km acumulados de rotas cicloviárias (ciclovias, ciclofaixas, ciclorrotas e calçadas compartilhadas) em toda cidade. Nesse mesmo ano a Empresa Municipal de Desenvolvimento de Campinas projetava entregar 40% do Plano Cicloviário aprovado em 2014.

## Cultura

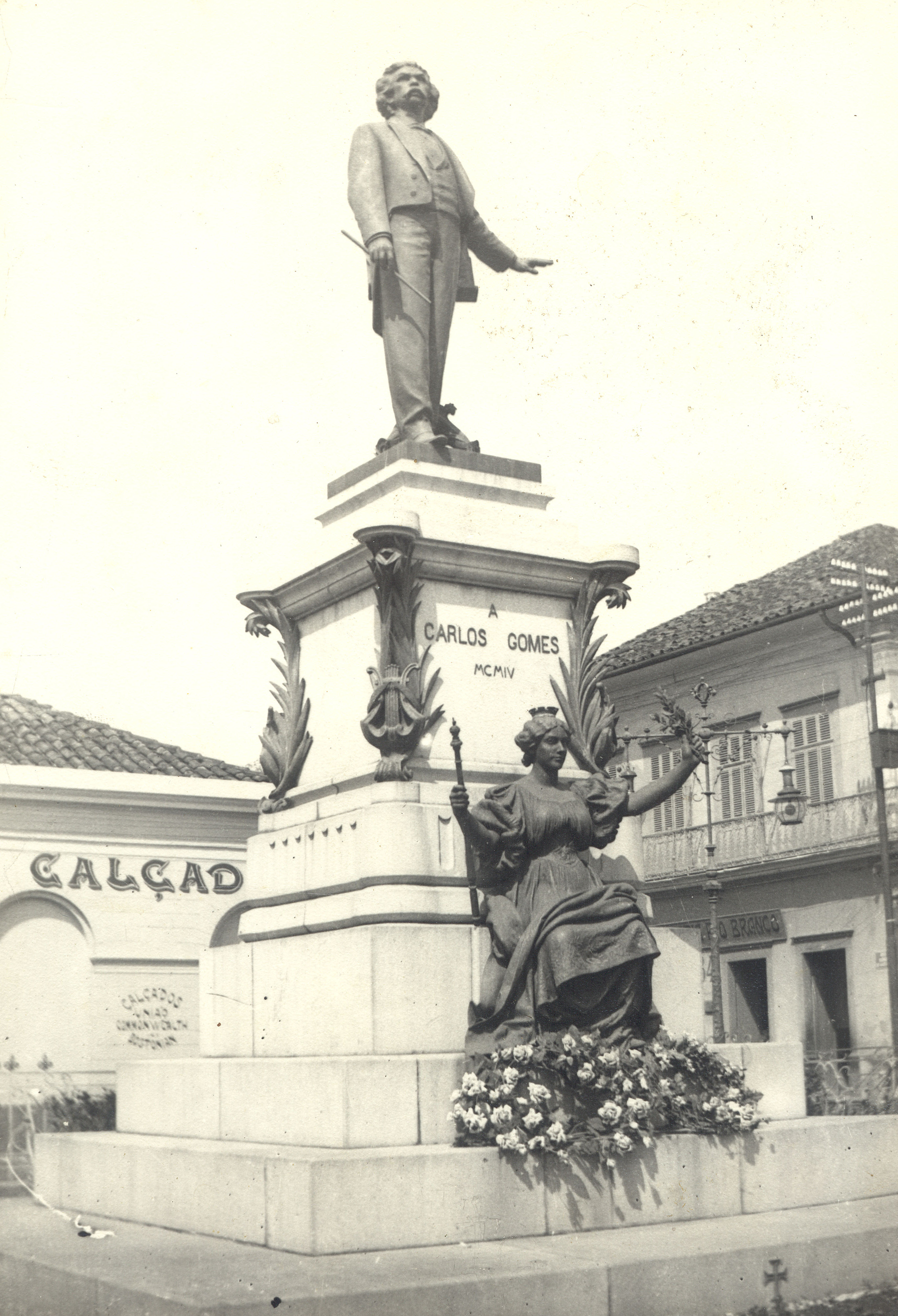
Monumento Túmulo de Carlos Gomes, um dos pontos turísticos da cidade.

A responsável pelo setor cultural de Campinas é a Secretaria Municipal de Cultura, que tem como objetivo planejar e executar a política cultural do município por meio da elaboração de programas, projetos e atividades que visem ao desenvolvimento cultural. Está vinculada ao Gabinete do Prefeito, integra a administração pública indireta do município e possui autonomia administrativa e financeira, assegurada, especialmente, por dotações orçamentárias, patrimônio próprio, aplicação de suas receitas e assinatura de contratos e convênios com outras instituições.
A área foi estruturada pela Lei Municipal 10 248, de 15 de setembro de 1999, sendo composta pelo Gabinete do Secretário Municipal de Cultura, pelo Departamento Administrativo, pelo Departamento da Cultura, pelo Departamento de Orquestra Sinfônica de Campinas e pelo Departamento do Sistema Municipal de Rádio e TV.
A cidade sempre teve uma posição destacada no estado de São Paulo com grande produção e recursos culturais. Conta com três teatros municipais, com a Orquestra sinfônica da cidade, vários grupos de música erudita, corais, 43 salas de cinema, dezenas de bibliotecas, galerias de arte, museus e editoras de destaque nacional.
Entre as manifestações culturais tradicionais, destaca-se a Festa do Boi Falô, realizada anualmente na Sexta-feira Santa em Barão Geraldo, que reúne a comunidade em torno de uma grande macarronada pública e rememora uma antiga lenda local. Instituída oficialmente pela Lei Municipal nº 8.775, de 5 de agosto de 1996, a festividade integra o Calendário Oficial do Município de Campinas.
Também é a terra natal de Antônio Carlos Gomes, famoso compositor de óperas na Itália do século XIX, com obras como O Guarani, Fosca e O Escravo, e da poetisa e escritora Hilda Hilst. Nas artes plásticas, destacam-se os campineiros Aldo Cardarelli e José Pancetti, este último um renomado expoente da pintura nacional, reconhecido como um dos maiores paisagistas e representante do modernismo brasileiro.

### Espaços teatrais e artes cênicas
Campinas conta com três teatros municipais, sendo eles o Centro de Convivência — espaço multiúso, que possibilita a realização de espetáculos de teatro, de dança, palestras, simpósios, conferências, exposições artísticas e outras áreas, que foi projetado pelo arquiteto Fábio Penteado, sendo inaugurado em 1976 e possuindo capacidade para aproximadamente cinco mil pessoas — o Teatro Municipal José de Castro Mendes, fundado em 1976, adaptado a partir do prédio do antigo cinema da Vila Industrial, o Cine Casablanca, não possuindo traços arquitetônicos marcantes, além de estar em reformas sem previsão de acabamento desde 2007 — além do Teatro Infantil "Carlos Maia", localizado no interior do Bosque dos Jequitibás, possuindo capacidade para cerca de 150 pessoas e sendo projetado para atender a demanda do público infantil.
Dentre outros espaços dedicados à organização de eventos também destacam-se o Teatro Padre Pedro Dingenouts, também conhecido como Centro de Convivência Cultural da Vila "Padre Anchieta", que conta com uma sala de espetáculos com capacidade para 300 pessoas; e o Auditório "Beethoven", que conta com uma capacidade de cerca de 2 mil lugares, sendo projetado para realização de eventos de pequeno a médio porte, ao ar livre. Também havia o Teatro Municipal de Campinas, que foi inaugurado em 1930 e demolido em 1965 por razões desconhecidas.
Anualmente, Campinas sedia o Festival de Fotografia Hercules Florence, que conta com o apoio da Prefeitura da cidade. O Festival Hercule Florence de Fotografia foi criado em 2007 a partir da junção do Seminário de Imagem e Atualidade da Unicamp e da Semana Hercule Florence, da Câmara Municipal de Campinas. Ao longo dos anos, o Festival foi ganhando adesões e hoje conta com a participação do Museu da Imagem e do Som, Secretaria Municipal de Cultura, Núcleo de Fotografia de Campinas, Sesc, Senac, CPFL e Centro de Memória da Unicamp.
Na cidade, também são organizados diversos eventos culturais com foco para o setor teatral. Destaca-se a Campanha de Popularização do Teatro, organizada pela Associação dos Profissionais do Teatro de Campinas desde 1985, a campanha é direcionada aos adultos e crianças, oferecendo peças teatrais e musicais realizados no Centro de Convivência Cultural Carlos Gomes.
Dentre os grupos musicais destaca-se a Orquestra Sinfônica Municipal de Campinas, fundada em 1974, durante as festividades do bicentenário da cidade, sendo considerada uma das três maiores do país, ao lado da OSESP e OSB.

### Pontos turísticos

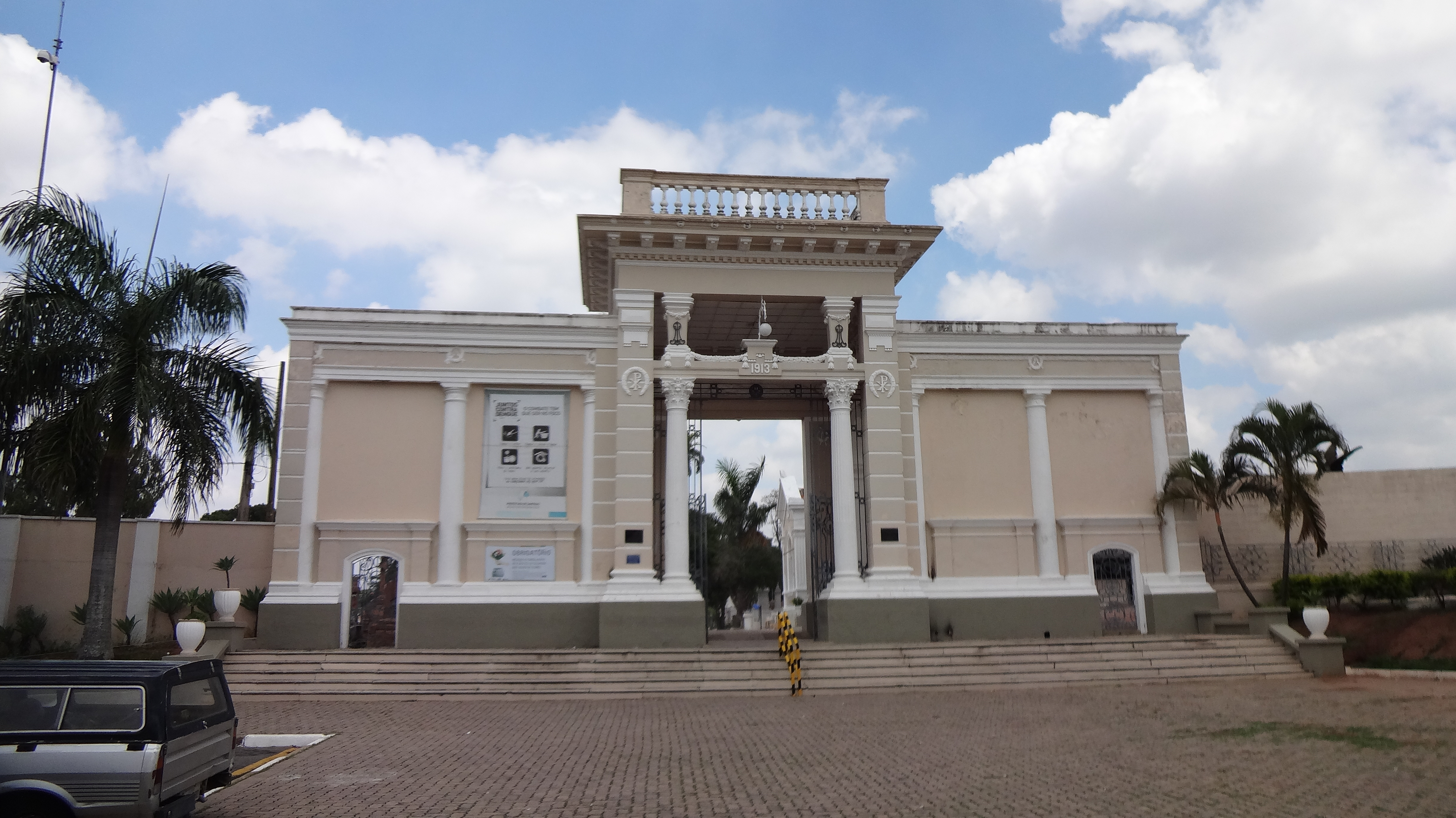
Cemitério da Saudade, fundado em 1881 e conhecido por sua riqueza arquitetônica.

Quanto aos atrativos turísticos, o principal parque urbano da cidade é o Parque Portugal, mais conhecido como Taquaral, em função do nome da lagoa, fundado em 1972. Nele há um ginásio esportivo, uma rota de bonde que circunda a lagoa, o Planetário. Outras atrações são o Bosque dos Jequitibás, que em seu interior abriga um minizoológico e o Museu de História Natural.
O mirante no alto da Torre do Castelo permite uma vista quase completa da cidade a partir de suas seis amuradas. Há também a Estação Cultura, que ocupa as instalações da antiga estação ferroviária da cidade, datada de 1884. Também há a Estação Anhumas, ponto inicial do percurso turístico de maria-fumaça que liga Campinas a Jaguariúna.
O Cemitério da Saudade foi fundado em 1881 e hoje é considerado um dos mais importantes cemitérios do Brasil por conta da riqueza arquitetônica e da importância das obras de arte que ostentam grande parte de seus túmulos, dentre elas peças em mármore, granito, cobre e latão, esculpidas por artistas como Tomagnini, J. Rosadas, Velez, Albertini e Lélio Coluccini, sendo que foi tombado pelo Conselho de Defesa do Patrimônio Cultural de Campinas (Condepacc).

### Museus e bibliotecas

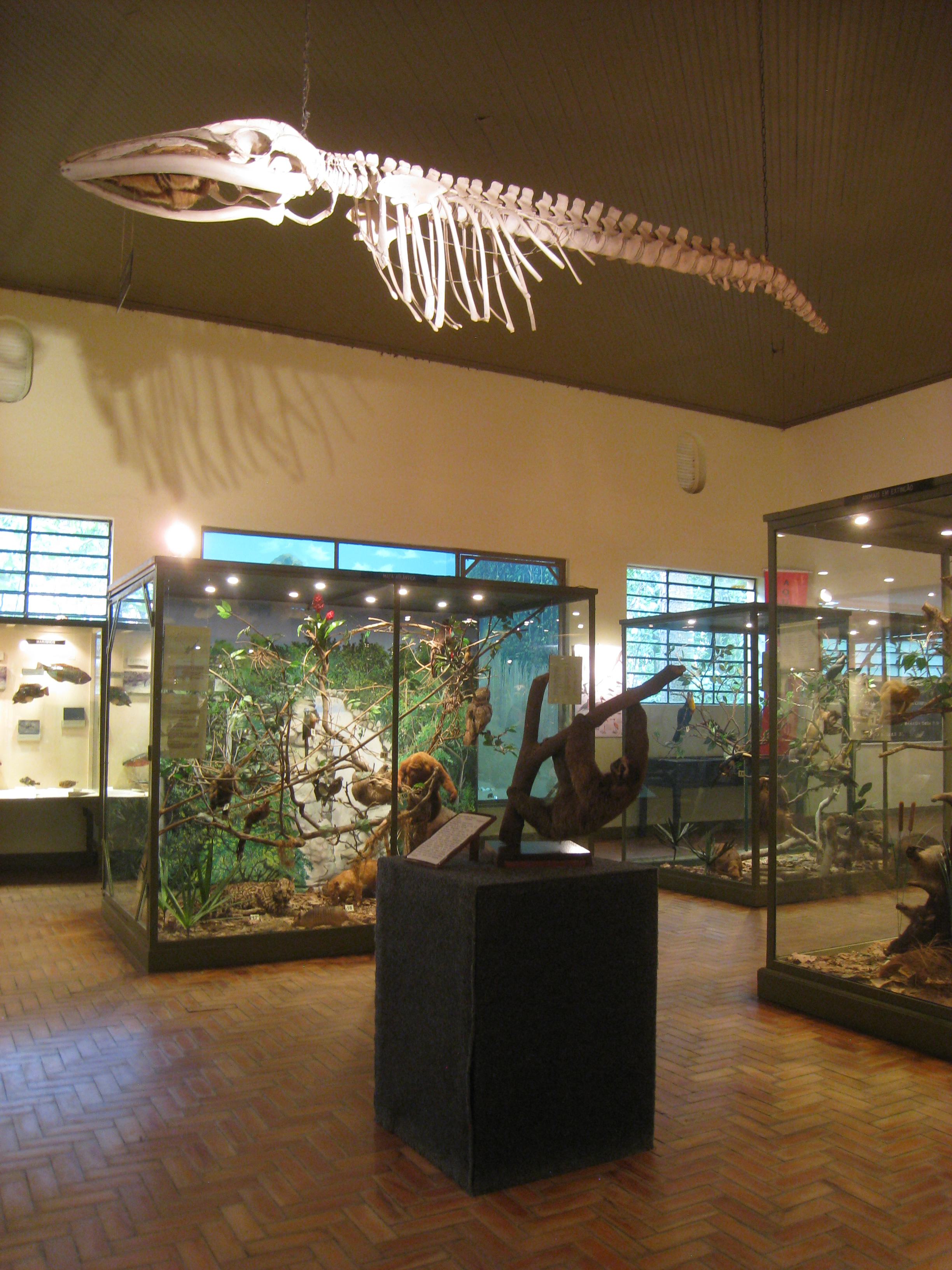
Museu de História Natural.

Campinas possui vários museus, dentre eles o Museu de Arte Contemporânea — instituição pública municipal, subordinada à Secretaria da Cultura, Esporte e Lazer, e voltada à conservação, estudo e divulgação da arte contemporânea brasileira — o Museu de Arte Moderna — o Museu de História Natural — instituição tombada pelo Conselho de Defesa do Patrimônio Histórico (CONDEPHAAT, em 1970) e pelo Conselho de Defesa do Patrimônio Cultural de Campinas (Condepacc), em 1991) — o Museu da Imagem e do Som — museu público focado em difundir e preservar o acervo da memória audiovisual do município — e Museu da Cidade (MuCi) — inaugurado em 1992, resultado da fusão dos acervos de três museus: o Histórico, o do Folclore e o do Índio.
O Museu Campos Sales, o Museu Carlos Gomes e a Pinacoteca do Centro de Ciências, Letras e Artes localizam-se num mesmo prédio no Centro.
No município também há cinco bibliotecas públicas, sendo elas: a Biblioteca Pública Municipal Professor Ernesto Manoel Zink, criada em 1971; a Biblioteca Pública Infantil "Monteiro Lobato", fundada em 1979; a Biblioteca Pública Distrital de Sousas "Guilherme de Almeida", inaugurada em 1963; e a Biblioteca Pública Municipal "Joaquim de Castro Tibiriçá", instalada em 1976.

### Literatura

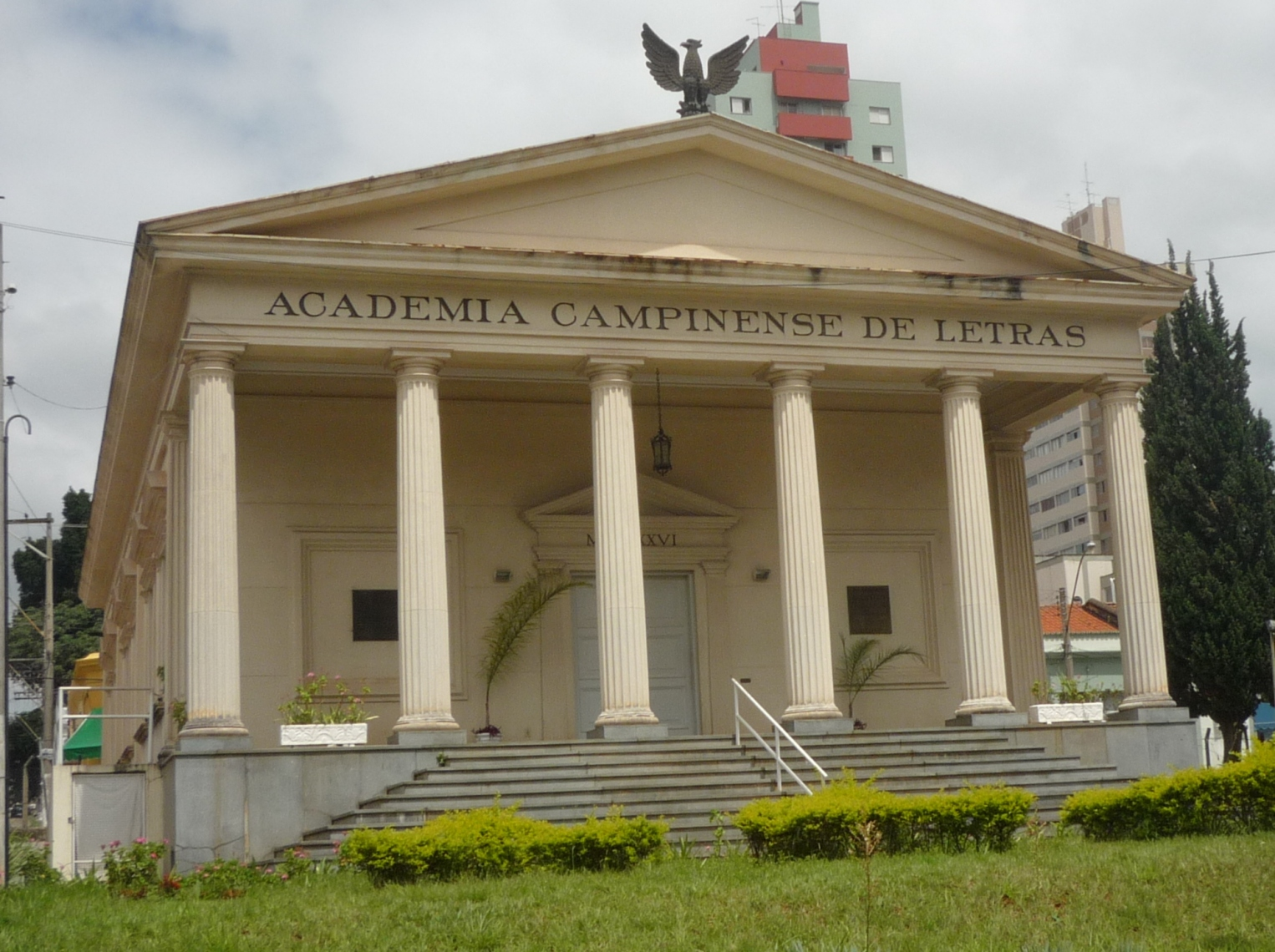
Academia Campinense de Letras.

A Academia Campinense de Letras (ACL), criada em 17 de maio de 1953, por iniciativa do então municipal secretário de educação e cultura, professor Francisco Ribeiro Sampaio, também titular da cadeira de filologia portuguesa na Pontifícia Universidade Católica de Campinas (PUC-Campinas), é a instituição que reúne os habitantes da cidade que tenham publicado obras de reconhecido mérito ou livros de valor literário.
Seguindo os moldes da Academia Brasileira de Letras (ABL), a ACL é composta de quarenta cadeiras de provimento vitalício. Foram escolhidos, na ocasião de sua fundação, 16 nomes para formar o corpo acadêmico dos fundadores. Esses, por sua vez, elegeram outros 24 intelectuais para compor o primeiro quadro de imortais. Dentre a galeria dos componentes, estão nomes como Monteiro Lobato, Júlio de Mesquita e Vital Brasil.
O escritor Guilherme de Almeida, um importante organizador da Semana de Arte Moderna de 1922 e o primeiro modernista a entrar para a ABL, nasceu em Campinas.
Já a Academia Campineira de Letras e Artes (ACLA), fundada em novembro de 1970, compõe-se de quarenta membros titulares ocupando o mesmo número de cadeiras acadêmicas, cujos patronos foram escolhidos com o fito de homenagear grandes personalidades artísticas e literárias. Destacam-se nomes como Heitor Villa-Lobos, Cecília Meireles e Clarice Lispector.

### Gastronomia

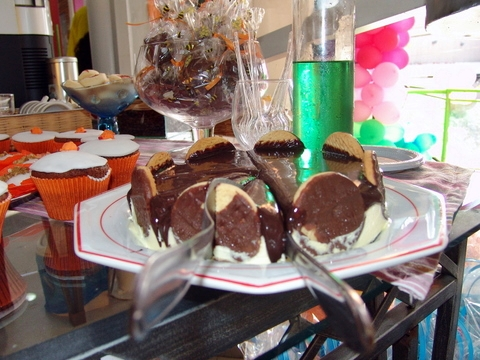
Torta holandesa, sobremesa criada na cidade.

A cidade possui uma vida noturna muito agitada, além de diversos bares e restaurantes existe uma gastronomia no município que, apesar de pouco conhecida, é muito rica e diversa. Dentre às comidas típicas da cidade se destacam a torta holandesa, receita criada em Campinas da década de 1990 e que se espalhou por todo o país.
Outra sobremesa de destaque é o sorvete de Leitinho Trufado, mais conhecido como Ninho Trufado. Esse sorvete é composto por massa de baunilha com Leite Ninho e lascas de trufa de chocolate, sendo muito popular em diversas sorveterias da cidade.
Além disso, a cidade possui outras receitas típicas, mais conhecidas localmente, como o sanduíche servido em baguete com o característico corte "Boquinha de Anjo". Criado na década de 1960 pelo chapeiro “Moleza”, no tradicional Restaurante Giovanetti, o corte surgiu como uma forma prática de compartilhar lanches entre os funcionários. No entanto, tornou-se especialmente popular entre o público feminino devido à facilidade de consumo e divisão do lanche.
Em 2 de setembro de 2024, a Câmara Municipal de Campinas aprovou o projeto de lei que reconhece o lanche "Boquinha de Anjo" como símbolo gastronômico e cultural da cidade. A medida foi oficializada com a promulgação da Lei Municipal nº 16.630, de 24 de setembro de 2024, que conferiu esse reconhecimento de forma definitiva. Além disso, a Lei nº 16.643, de 8 de outubro de 2024, instituiu o dia 10 de maio como o "Dia do Corte Boquinha de Anjo", data em que poderão ser realizados festivais gastronômicos dedicados ao lanche.

### Esportes

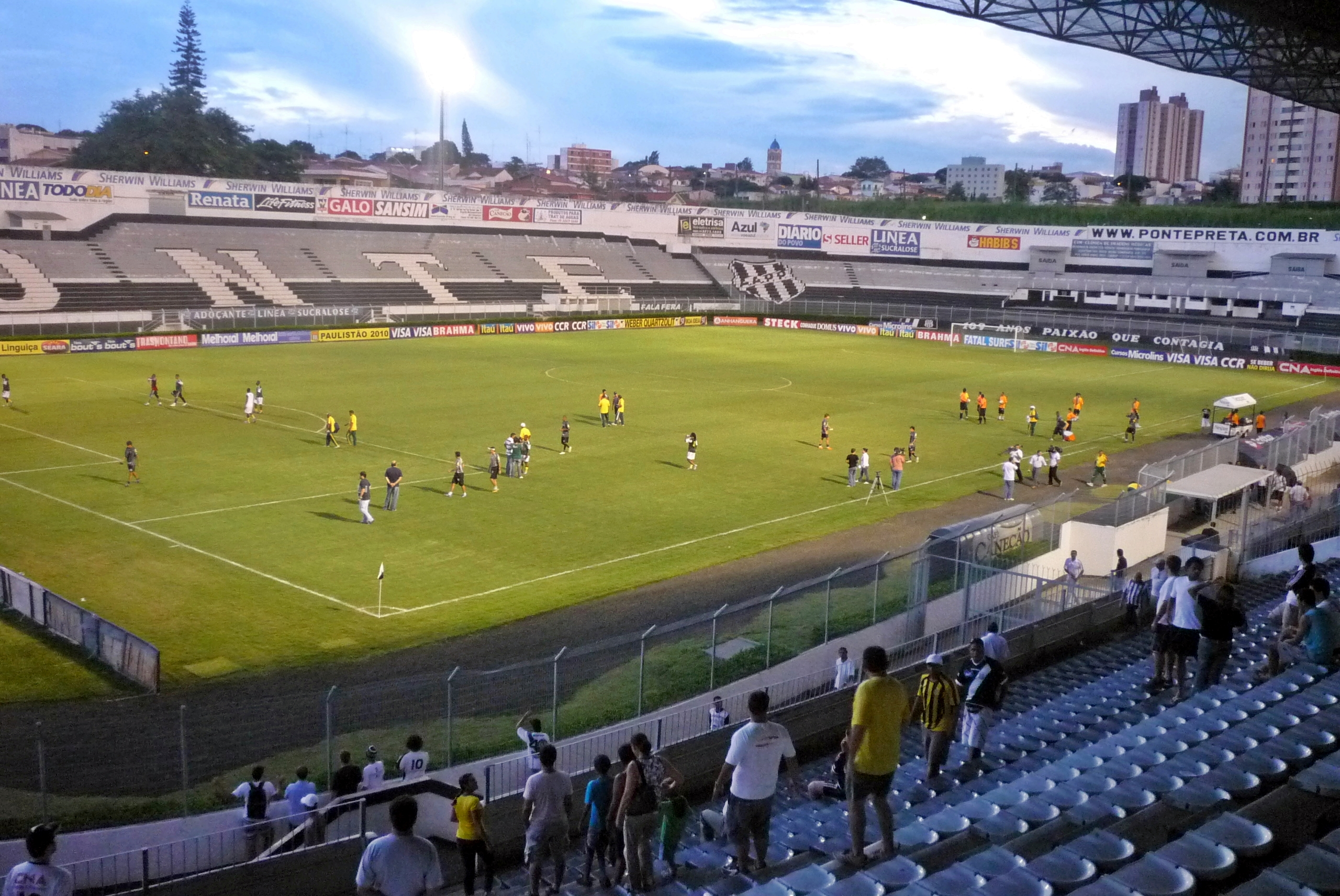
Estádio Moisés Lucarelli.

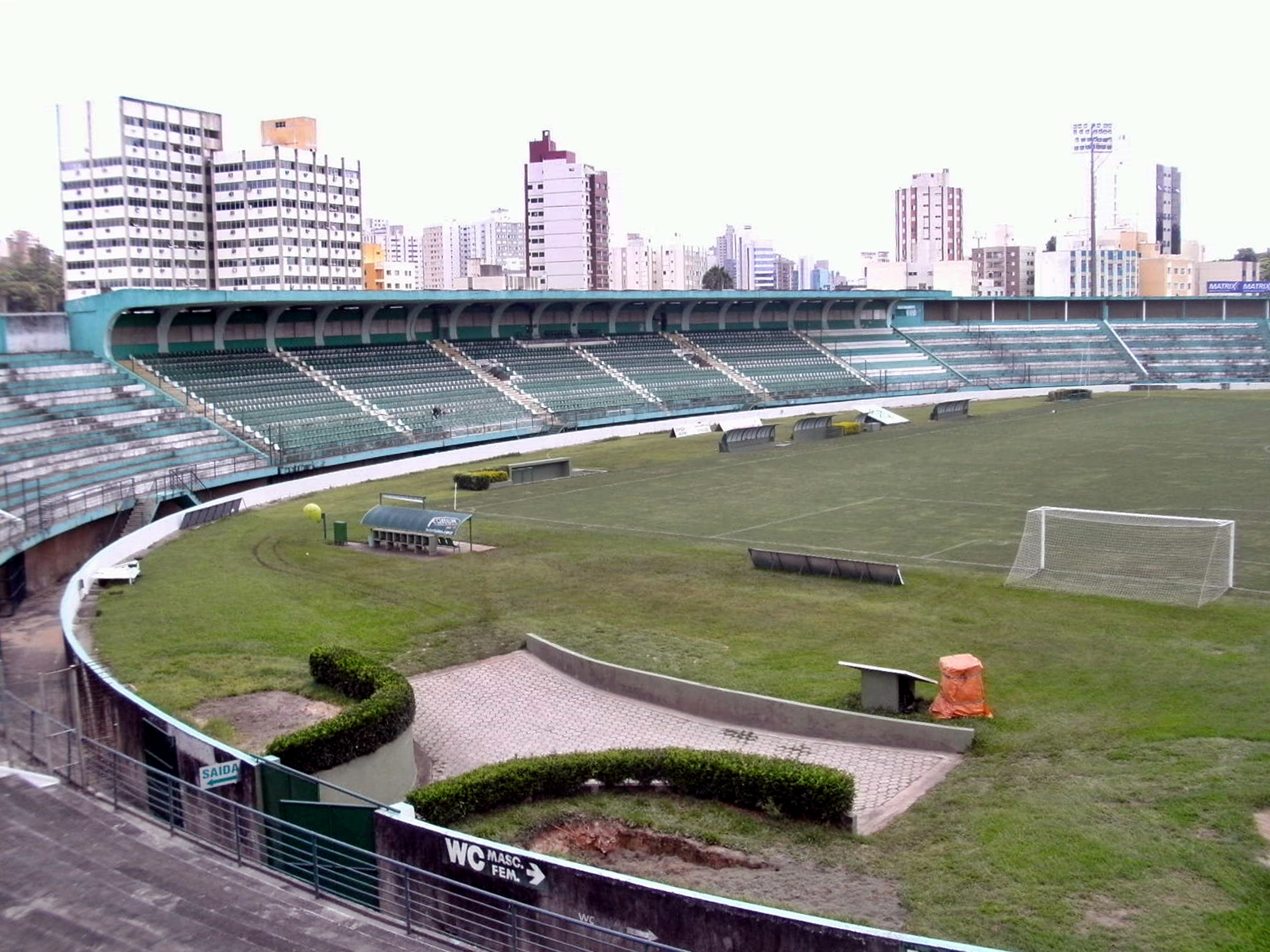
Estádio Brinco de Ouro da Princesa.

Campinas é sede de dois clubes de futebol reconhecidos nacionalmente: a Associação Atlética Ponte Preta e o Guarani Futebol Clube (sendo este o único clube de interior do país a se sagrar campeão brasileiro), que realizam o "Dérbi Campineiro", partida que é considerada uma das mais tradicionais do Interior do estado, que ocorre desde 1912. O futebol feminino também vem se destacando, ainda que de forma amadora. Na história se revelaram outros clubes, como o Esporte Clube Mogiana, que foi criado em 7 de junho de 1933 e que veio a falência na década de 60, também o Campinas Futebol Clube fundado em 1 de janeiro de 1998 e deixou de existir no ano de 2010 devido a problemas financeiros e políticos e mais recentemente o Red Bull Brasil fundado em novembro de 2007, porém a equipe migrou para Bragança Paulista em fevereiro de 2021.
A cidade conta ainda com três grandes estádios: o Estádio Brinco de Ouro da Princesa, pertencente ao Guarani, que foi inaugurado em 1953 e que hoje conta com capacidade para cerca de 30 mil pessoas; o Centro Recreativo e Esportivo de Campinas Doutor Horácio Antônio da Costa (o Estádio Cerecamp ou ainda Estádio da Mogiana), que pertence ao governo do estado de São Paulo e foi inaugurado em 1940; além do Estádio Moisés Lucarelli, de comando da Ponte Preta, que foi fundado em 1948 e tem capacidade para quase 20 mil visitantes.
A cidade ainda é sede de vários eventos desportivos de outras modalidades, como a Corrida Integração, que é realizada desde 1983 pelas Emissoras Pioneiras de Televisão (EPTV), sendo dividida em duas modalidades (uma com 5 km, dedicada aos deficientes físicos e cadeirantes, e outra de 10 km, a normal). Campinas também possui tradição nos Jogos Abertos do Interior, competição criada em 1936 e que envolve diversos esportes. Por quatro vezes, foi sede da competição (1939, 1945, 1960 e 1994), e por dez vezes a cidade saiu-se como a campeã da competição (1939, 1955, 1956, 1958, 1960, 1971, 1974, 1975, 1978 e 1979), sendo a terceira cidade que mais vezes ganhou a competição. No tênis, há o Tênis Clube de Campinas (TCC), que foi criado em 1913, oferecendo, além de quadras para a prática desse esporte, piscinas para natação, quadras para basquetebol e futebol society, além de salas apropriadas para o exercício do judô, da ginástica e dança. O Clube Campineiro de Regatas e Natação (CCRN) também oferece espaços para a prática de diversas modalidades de esportes olímpicos.

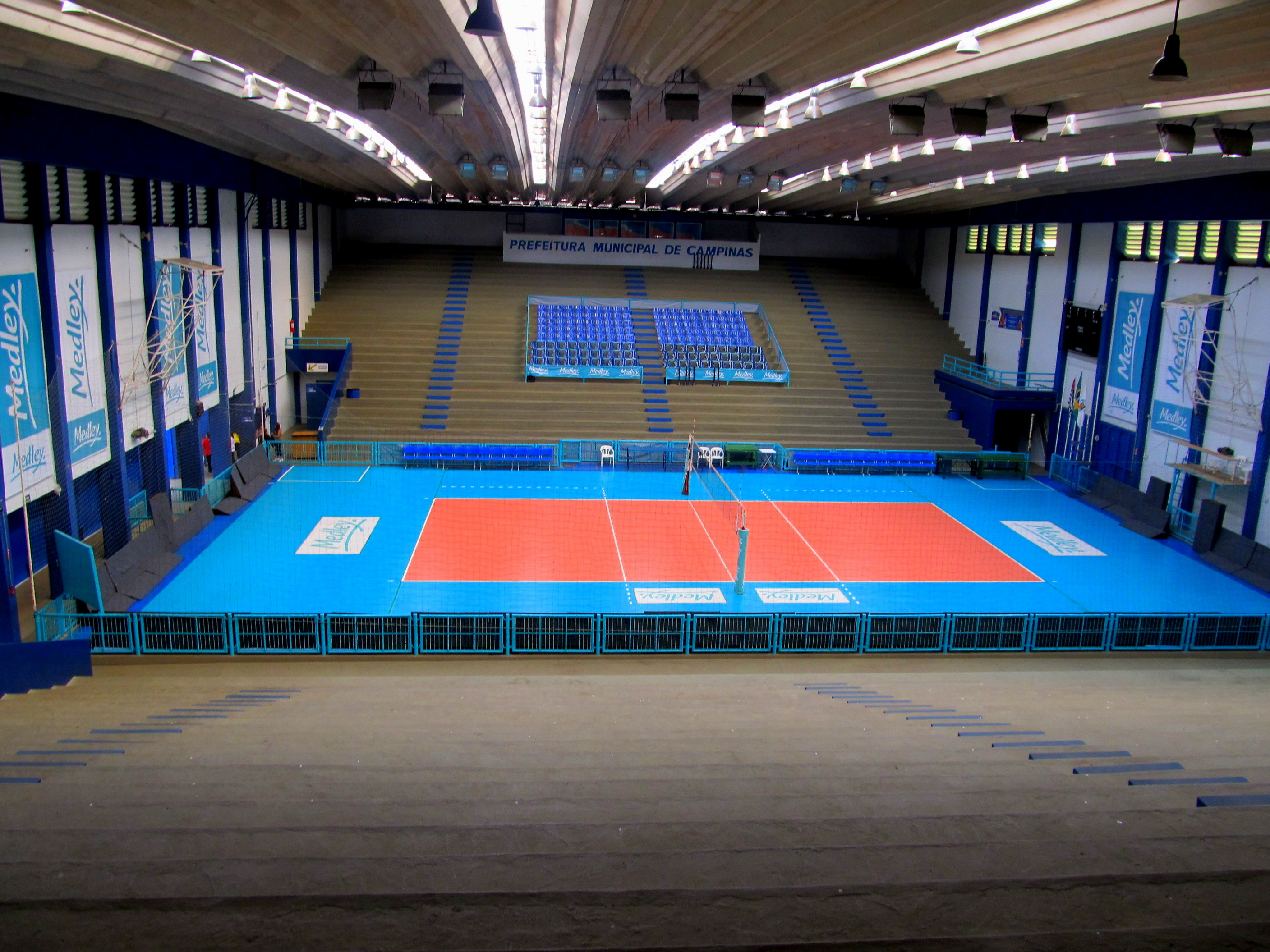
Ginásio de Esportes Engenheiro Alberto Jordano Pereira Ribeiro.

Campinas também é uma cidade reconhecida por seus times de vôlei, em 2010 a empresa Medley lançou o time de vôlei masculino Medley/Campinas, o time veio com o intuito de divulgar à população campineira os benefícios de ter uma vida mais saudável por meio de práticas esportivas, além disso o Medley/Campinas também desenvolve ações sociais como formação de novos atletas através do time de base, doações de alimentos, roupas e brinquedos que são trocados por ingressos. Desde 2010 o time vem ganhando bastante visibilidade e pontuações significativas. Em 2011, ficou em 2º lugar no campeonato paulista e em 2012 está classificado para a final do campeonato paulista com o mesmo adversário do ano anterior, o SESI. O time conta com grandes estrelas do cenário brasileiro de vôlei, dentre eles Maurício Lima como embaixador do time e o jogador André Heller. A partir de 2017 o time mudou de patrocinadora passando a se chamar Vôlei Renata.
Em 2012 Campinas também ganhou um time de vôlei feminino, o Vôlei Amil. O time feminino também teve grandes estrelas como José Roberto técnico do time brasileiro de vôlei feminino medalhistas de ouro nas olimpíadas de Londres em 2012 e a jogadora Walewska. O time feminino com menos de 1 ano de criação ganhandou grande notoriedade se classificando para a semifinal do campeonato paulista contra o time do SESI, porém acabou fechando as portas no ano de 2014 quando a patrocinadora encerrou os investimentos.

### Feriados
Em Campinas, há três feriados municipais, oito feriados nacionais e três pontos facultativos, que foram definidos pela primeira vez pela Lei 173, de 28 de junho de 1949. Os feriados municipais são: o dia de finados, em 2 de novembro; o dia da Consciência Negra, em 20 de novembro; e o dia de Nossa Senhora da Conceição, padroeira municipal, comemorado em 8 de dezembro. Ao contrário do que muitos pensam, o dia do aniversário da emancipação política, 14 de julho, não é considerado como feriado, sendo apenas uma data comemorativa.